# Philípphê Nguyễn Kim Điền
Philipphê Nguyễn Kim Điền (13 tháng 3 năm 1921 – 8 tháng 6 năm 1988) là một giám mục Công giáo Rôma người Việt Nam. Ông nguyên là Giám mục chính tòa Tiên khởi Giáo phận Cần Thơ và nguyên Tổng giám mục đô thành Tổng Giáo phận Huế. Khẩu hiệu Giám mục của ông là "Nên mọi sự cho mọi người". Ông là giám mục duy nhất trên thế giới xuất thân từ dòng Tiểu Đệ.
Tổng giám mục Nguyễn Kim Điền sinh ra tại Trà Vinh và lớn lên tại Sài Gòn. Sau khi trở thành linh mục một khoảng thời gian ngắn, ông trở thành giám đốc chủng viện tại Sài Gòn nhưng quyết định từ bỏ để gia nhập dòng Tiểu Đệ, lấy đời sống khó nghèo làm mục tiêu. Trong thời gian là linh mục dòng Tiểu Đệ, ông lao động, mưu sinh bằng các công việc như khuân vác, đạp xích lô đồng thời thực hiện công việc truyền giáo. Năm 1960, linh mục Điền được chọn làm Giám mục Cần Thơ rồi thăng Tổng giám mục, Giám quản Tông Tòa Tổng giáo phận Huế vào năm 1964 trước khi chính thức trở thành Tổng giám mục đô thành Huế bốn năm sau đó.
Tổng giám mục Điền có cách xử lí tế nhị với chính quyền Việt Nam Cộng Hòa, ông quyết định phân tách Giáo hội khỏi sự ảnh hưởng của chính quyền. Sau chiến tranh Việt Nam, ông nhiều lần lên tiếng bàn luận về các quyền tự do, không những trong tôn giáo và còn về nhiều vấn đề khác. Chính quyền mới đánh giá tổng giám mục Điền là gián điệp của thế lực ngoại bang cài cắm tại Việt Nam, phần tử chống Cộng quyết liệt. Phía Công giáo, giáo hoàng Gioan Phaolô II gọi ông là vị tổng giám mục anh dũng, báo chí Tây phương gọi ông là giám mục kiên cường.
Nguyễn Kim Điền qua đời ngày 8 tháng 6 năm 1988 tại bệnh viện Chợ Rẫy, Thành phố Hồ Chí Minh. Cái chết đột ngột của giám mục Điền khiến nhiều nguồn tin cho rằng ông đã bị đầu độc. Hiện nay, hàng ngày vẫn có giáo dân đến viếng, cầu nguyện trước mộ phần cố tổng giám mục Điền. Đối với đa số giáo dân Huế, ông là một vị thánh tử đạo.
Tổng giám mục Nguyễn Kim Điền cũng chính là tác giả bản dịch tiếng Việt của Kinh Hòa Bình, sau này được linh mục nhạc sĩ Kim Long phổ nhạc năm 1960. Ngoài việc quản lý các giáo phận, ông từng đảm trách Caritas Việt Nam (1968 – 1972) và Tổng thư ký Hội đồng Giám mục Miền Nam Việt Nam. Sau khi Việt Nam thống nhất, ông đảm nhận vai trò phó chủ tịch Hội đồng Giám mục Việt Nam trong 3 nhiệm kỳ đầu tiên, từ năm 1980 đến năm 1989.

## Thân thế và những năm đầu tu nghiệp
Tổng giám mục Nguyễn Kim Điền sinh ngày 13 tháng 3 năm 1921 tại xã Long Đức, thành phố Trà Vinh, tỉnh Trà Vinh, thuộc Giáo phận Vĩnh Long (một số tài liệu ghi nhận nơi sinh của ông là Gia Định). Thân sinh ông là một viên chức trong hội đồng giáo xứ. Nguyễn Kim Điền là người con thứ 4 trong tổng số 7 người con trong gia đình. Trong các anh chị em, ông còn có một người em gái đi theo con đường tu trì là nữ tu Nguyễn Thị Thủy.
Năm 1928, gia đình Nguyễn Kim Điền quyết định chuyển đến sinh sống ở Gia Định. Sau khi gia đình chuyển đến Gia Định, cậu bé Nguyễn Kim Điền được cho nhập học ở tu chủng viện Sài Gòn hai năm sau đó. Một số tài liệu khác cho rằng cậu chính thức tu học tại Tiểu chủng viện Sài Gòn năm 1933, sau đó tiếp tục con đường tu học bằng việc học tại Đại chủng viện Sài Gòn kể từ năm 1940.

## Thời kỳ linh mục
Sau quá trình tu học dài hạn tại chủng viện, phó tế Nguyễn Kim Điền tiến đến việc được truyền chức linh mục vào ngày 21 tháng 9 năm 1947. Lễ truyền chức này ngoài linh mục Điền còn có 6 tân linh mục khác. Sau khi được truyền chức, vị linh mục trẻ tuổi được giám mục Đại diện Tông Tòa Sài Gòn Jean Cassaigne Sanh bổ nhiệm đảm trách vai trò giáo sư chủng viện Sài Gòn. Chưa đầy hai năm sau khi được truyền chức linh mục, năm 1949, linh mục Nguyễn Kim Điền đã được trao trọng trách Giám đốc chủng viện. Ông được đánh giá là một linh mục đạo đức và trí thức. Khoảng thời gian này, ông cùng với một số linh mục giáo sư chủng viện, trong đó có linh mục Phaolô Nguyễn Văn Bình sáng lập tờ báo nguyệt san mang tên Tông Đồ. Một khoảng thời gian ngắn trong năm 1951, ông trở về phụ giúp linh mục Phêrô Khánh tại Cầu Kho trước khi trở về giảng dạy tại chủng viện. Nói về quyết định từ bỏ chức Giám đốc Chủng viện, Nguyễn Kim Điền cho biết ông mong muốn phục vụ người nghèo và chia sẻ khó khăn với những người này.
Năm 1955, với ý định hỗ trợ những người khó nghèo, linh mục Nguyễn Kim Điền quyết định gia nhập Dòng Tiểu Đệ Phúc Âm do linh mục Charles de Foucault thành lập. Để gia nhập dòng, linh mục Điền được đưa đi làm tập sinh tại sa mạc Sahara. Sau thời gian tu luyện tại hai địa điểm là El-Abiodh (Sahara) và Saint Maximin, ngày 12 tháng 11 năm 1956, ông chính thức được nhận vào dòng, với nghi thức nhận áo dòng trước mặt giám mục De Provenchère, linh mục Voillaume và một số các nữ tu dòng Tiểu Muội. Tính đến năm 2016, ông là một trong 12 thành viên của Dòng Tiểu Đệ Chúa Giêsu, tên gọi khác là dòng Tiểu Đệ, Bằng việc được nhập dòng, linh mục Nguyễn Kim Điền là người Việt Nam đầu tiên chọn tu dòng Tiểu Đệ và cũng là người đầu tiên của dòng trở thành giám mục.
Năm 1957, linh mục Nguyễn Kim Điền trở về Việt Nam và quyết định sống ẩn dật theo khuynh hướng dòng Tiểu Đệ. Ông sống cùng với các thành viên dòng khác ở Bàn Cờ, sống bằng nghề đạp xe xích lô, có khi lại sống quanh khu vực chợ Cầu Muối, làm công việc khuân vác ở bến tàu. Ngoài ra, ông còn dành thời gian đến Kata giúp người dân tộc Thượng ở Di Linh. Trong khoảng thời gian sinh sống tại Sài Gòn, lòng đạo đức của linh mục Nguyễn Kim Điền và đời sống khó nghèo của ông được nhiều người biết đến. Nhiều dòng tu, chủng viện mời linh mục Nguyễn Kim Điền hỗ trợ công tác giảng phòng, một trong số đó là giảng tĩnh tâm cho linh mục đoàn Hạt Đại diện Tông Tòa Sài Gòn.
Ngày 7 tháng 2 năm 1957, linh mục Điền cùng 3 tu sĩ khác được đưa đến khu đất Tòa giám mục Cần Thơ tại Bình Thủy, Cần Thơ, nơi có một căn nhà trống và không có cửa. Họ dựng tạm một bàn thờ, thuê đất để trồng trọt và xây dựng Nhà Huynh Đệ trong khoảng thời gian một tuần. Mục đích dựng căn nhà này là dùng để hướng dẫn các thành viên mới có ý định gia nhập dòng Tiểu Đệ. Căn nhà của các tu sĩ này thực tế là một chòi lá tồi tàn, lụp xụp và có khe hở dưới sàn, mái thấp và rất nóng nực. Giám mục Giáo phận Cần Thơ Phaolô Nguyễn Văn Bình cũng tham gia việc xây dựng căn nhà lá này bằng việc góp sức mình để kéo lá. Ngoài các công việc kể trên, linh mục Nguyễn Kim Điền cũng từng làm một số công việc khác như làm thợ mộc, thợ hồ, nhân viên dọn dẹp đường phố,...
Cuối thập niên 1950, linh mục Nguyễn Kim Điền dành thời gian để nói chuyện với một nhóm người trẻ độc thân hành nghề bác sĩ, luật sư,... về các chủ đề khác nhau. Ông tránh nhận mình là một linh mục để các buổi nói chuyện thêm phần cởi mở. Trong các chủ đề khi bàn luận, linh mục Điền thường hạn chế nói về chính trị và thường góp chuyện ở mảng văn hóa xã hội. Nguyễn Kim Điền cũng không bình luận gì khi nhóm những người độc thân này bàn luận về gia tộc Ngô Đình, trong đó có bàn đến Ngô Đình Nhu (cố vấn chính trị Việt Nam Cộng hòa), Ngô Đình Diệm (lúc đó là Tổng thống Việt Nam Cộng hòa) và giám mục Phêrô Máctinô Ngô Đình Thục. Các buổi nói chuyện cùng nhóm bạn này được Nguyễn Kim Điền duy trì đến cuối năm 1960. Ông thừa nhận mình có chung chí hướng cải thiện đời sống cho người dân miền Nam, tương đồng với chí hướng của các thành viên trong nhóm bạn trẻ này.
Thời kỳ làm linh mục, Nguyễn Kim Điền tham gia kể chuyện trong các buổi chiếu phim câm sau các buỗi lễ chiều thứ bảy. Các phim do ông lồng tiếng có nội dung đa dạng: phim về các thánh Công giáo, phim hài Charlot, phim Những cuộc phiêu lưu của Tintin. Ông cũng đi cùng các tu sĩ thuộc nhóm Truyền giáo di chuyển bằng ghe, bằng xuống đến các họ đạo ở vùng xa hoặc vùng chến sự. Thời kỳ từ năm 1954 đến năm 1960, tình hình chiến tranh cơ bản ổn định hơn, nhóm giáo sĩ này dễ dàng hoạt động tại vùng nông thôn. Cũng trong khoảng thời gian làm linh mục, Nguyễn Kim Điền dịch bản Kinh Hòa Bình, sau đó đưa cho người thanh niên trẻ tuổi Kim Long (sau trở thành linh mục) viết nên bài hát "Kinh Hòa Bình".

## Giám mục Giáo phận Cần Thơ
Ngày 24 tháng 11 năm 1960, Giáo hoàng Gioan XXIII ban hành Tông Hiến Venerabilium Nostrotrum thành lập Hàng Giáo phẩm Việt Nam. Từ đây, Giáo hội Công giáo Việt Nam gồm ba Giáo tỉnh: Giáo tỉnh Hà Nội, Giáo tỉnh Huế và Giáo tỉnh Sài Gòn. Việc chia tách giáo phận Long Xuyên làm cho địa giới của giáo phận Cần Thơ trở nên nhỏ lại so với thời kỳ còn là Địa phận. Cùng với Long Xuyên, Tòa Thánh cũng thành lập các giáo phận mới khác là giáo phận Mỹ Tho và giáo phận Đà Lạt.
Trong cùng ngày, Tòa Thánh báo tin giáo hoàng quyết định chọn linh mục Philípphê Nguyễn Kim Điền làm Giám mục chính tòa Tiên khởi của Giáo phận Cần Thơ thay thế vị giám mục cũ tại đây là Phaolô Nguyễn Văn Bình được chọn làm Tổng giám mục đô thành Tổng giáo phận Sài Gòn. Việc đề cử linh mục Nguyễn Kim Điền lên chức giám mục do chính giám mục Bình đề cử. Linh mục Nguyễn Kim Điền nhận được điện thư báo tin được chọn làm giám mục khi đang đánh bắt cá ven sông. Trong bút kí đề ngày 8 tháng 12 năm 1960, giám mục tân cử Nguyễn Kim Điền viết:"Hôm nay tôi báo cho anh chị em biết một tin buồn: tôi được chọn làm giám mục Cần Thơ thế Đức Cha Bình trở thành Tổng giám mục Sàigòn, vì Hội đồng Giám mục được thiết lập tại Việt Nam... Một Tiểu Đệ được chọn làm giám mục. Chân thành mà nói tôi khổ tâm và không thể hiểu nổi. Đại diện giáo quyền nói rằng tôi không thể khước từ. Tôi xin chấp nhận sứ mệnh này như lời mời đón nhận Thánh Giá..." Trong dịp này, một nhà báo hỏi Nguyễn Kim Điền rằng ông có bằng cấp ra sao để có thể được chọn làm giám mục, tân giám mục vui vẻ trả lời rằng ông có bằng xích lô đạp.
Lễ tấn phong giám mục cho tân giám mục Nguyễn Kim Điền được tổ chức tại địa điểm vườn hoa cuối Nhà thờ Đức Bà Sài Gòn, với mặt tiền khán đài hướng ra đường Tự Do vào ngày 22 tháng 1 năm 1961, cùng với 3 tân giám mục khác. Chủ phong trong nghi thức truyền chức giám mục là Tổng giám mục Tổng giáo phận Huế Phêrô Máctinô Ngô Đình Thục và hai vị phụ phong là giám mục Jean Cassaigne Sanh, M.E.P., nguyên Đại diện Tông Tòa Hạt Đại diện Tông Tòa Sài Gòn và giám mục Tađêô Lê Hữu Từ, nguyên Đại diện Tông Tòa Hạt Đại diện Tông Tòa Phát Diệm. Philípphê Nguyễn Kim Điền là một trong những người trẻ tuổi nhất của Giáo hội Công giáo Việt Nam được tấn phong giám mục, lúc đó ông 40 tuổi.
Sau khi được tấn phong tại Sài Gòn, tân giám mục Nguyễn Kim Điền đã cử hành các nghi thức nhận giáo phận Cần Thơ vào ngày 3 tháng 4 năm 1961. Thời kỳ làm giám mục Cần Thơ, ông đã thay đổi về nhiều mặt của giáo phận này. Về mặt cơ sở, ông quyết định cho di dời cơ sở Tiểu chủng viện Á thánh Quý từ Khánh Hưng về Cái Răng vào giữa tháng 12 năm 1961 và định chỗ trên mảnh đất vị tiền nhiệm Phaolô Nguyễn Văn Bình đã mua trước đó. Ngoài ra, giám mục Điền cho xây dựng công trình nhà hưu dưỡng linh mục giáo phận. Quan tâm đến các dòng tu, tháng 3 năm 1960, 3 tu sĩ dòng Tiểu Đệ từ Bình Thủy về Xóm Chài, đối diện Nhà thờ chính tòa Cần Thơ. Riêng về dòng các nữ tu do giám mục Bình thành lập, giám mục Điền đặt tên cho dòng này là Dòng Mến Thánh giá Khánh Hưng, là dòng thuộc quyền giáo phận Cần Thơ. Nhằm huấn luyện các nữ tu của dòng mới, ông mời các nữ tu dòng Mến Thánh giá Đà Lạt và Hà Nội trợ giúp. Ông cũng thiếp lập dòng ba Phanxicô tại Nhà thờ chính tòa cũng như Giáo xứ Đại Hải.
Về vấn đề tôn giáo, giám mục Nguyễn Kim Điền cho lập Nhà Tu sĩ truyền giáo tại Cái Khế, đồng sáng lập Đệ tử viện truyền giáo cùng giám mục Giuse Trần Văn Thiện (giáo phận Mỹ Tho), đồng thời thiết lập nhiều họ đạo tại Cần Thơ và các vùng phụ cận. Nhằm thay thế linh mục Antôn Nguyễn Văn Thiện, nguyên Tổng đại diện được cử làm giám mục, ông bổ nhiệm linh mục Cyprianô Nguyễn Thạnh Mậu làm tân Tổng đại diện. Giám mục Nguyễn Kim Điền đến Thành phố Sài Gòn để tìm kiếm và thuyết phục các linh mục và tu sĩ di cư từ miền Bắc gia nhập giáo phận Cần Thơ. Giám mục Điền thu được kết quả một phần vì khả năng thuyết giảng, thuyết minh phim đã làm ấn tượng các giáo sĩ. Tổng cộng có hơn 20 linh mục quyết định gia nhập giáo phận Cần Thơ. Cuối tháng 5 năm 1961, ông phong chức linh mục cho 4 phó tế đầu tiên của Giáo phận Cần Thơ. Là một giám mục Công giáo có tư duy tách khỏi sự ảnh hưởng của chính quyền Ngô Đình Diệm, khi đi thăm mục vụ, Nguyễn Kim Điền từ chối sự bảo vệ của xe quân sự, thường tự lái xe 2 CV hoặc đi cùng vị thư ký. Việc này được ghi nhận trên tờ báo Informations Catholiques Internationales số ngày 15 tháng 3 năm 1963.
Giám mục Nguyễn Kim Điền cũng là một nghị phụ tham dự đầy đủ 4 giai đoạn của Công đồng Vatican II diễn ra từ năm 1962 đến năm 1965. Ông là một trong 17 vị giám mục Công giáo Việt Nam tham gia Công đồng này. Từ năm 1964, từ khi Tòa Thánh thuyên chuyển giám mục Điền đến Tổng giáo phận Huế làm Giám quản Tông Tòa thì linh mục Tổng đại diện Cyprianô Nguyễn Thạnh Mậu được trao quyền điều hành, quản lý giáo phận Cần Thơ.

## Giám quản Tông Tòa Tổng giáo phận Huế
Ngày 30 tháng 9 năm 1964, Tòa Thánh quyết định bổ nhiệm Giám mục Philípphê Nguyễn Kim Điền giữ chức Giám quản Tông Tòa Tổng giáo phận Huế, thăng hàm Tổng giám mục, với danh nghĩa Giám mục Hiệu tòa Pario (Parium). Quyết định này chính thức công bố ngày 11 tháng 11. Trước đó, tờ Catholic Standard and Times đã công bố tin bổ nhiệm này trong số ra ngày 17 tháng 1 năm 1964. Giám mục Điền tiếp tục giữ chức vụ Giám mục chính tòa Giáo phận Cần Thơ trong thời kỳ này. Một số nguồn dẫn khác ghi nhận nhầm rằng giám mục Điền được bổ nhiệm làm Tổng giám mục phó Tổng giáo phận Huế. Mới đến Huế, tổng giám mục Điền quyết định đi thăm các xứ tân tòng ở những nơi hẻo lánh, thường tự mình đi xe máy đến các giáo xứ không quá xa xôi, nội thành thành phố Huế. Những chuyến thăm mục vụ này đều không được thông báo trước và Nguyễn Kim Điền thường trực tiếp đi thăm các gia đình giáo dân, việc này làm cho họ phấn khởi. Về phương tiện di chuyển, Nguyễn Kim Điền tránh sử dụng phương tiện giao thông của chính quyền Việt Nam Cộng Hòa. Một trong những việc quan trọng trong năm 1964 là Tổng giám mục Nguyễn Kim Điền cho tổ chức Đại hội La Vang vào giữa tháng 5 năm 1964.
Ngày 1 tháng 11 năm 1963, cuộc đảo chính nổ ra, chính quyền Ngô Đình Diệm bị lật đổ, tổng giám mục Phêrô Máctinô Ngô Đình Thục (anh trai của Ngô Đình Diệm) đang đảm nhận chức vụ Tổng giám mục đô thành Tổng giáo phận Huế đang tham dự Công đồng Vatican II không thể trở về Việt Nam. Sau đảo chính, thiếu tướng Tôn Thất Xứng được bổ nhiệm giữ chức Tư lệnh Vùng I kiêm Đại biểu Chính phủ Việt Nam Cộng hòa tại Trung Nguyên Trung Phần. Tướng Xứng gửi văn thư đến Tòa Tổng giám mục Huế, yêu cầu giám mục Nguyễn Kim Điền bàn giao tài sản của tổng giám mục Ngô Đình Thục cho chính quyền Việt Nam Cộng hòa. Để trả lời vấn đề này, tổng giám mục Nguyễn Kim Điền có thư hồi đáp, trong đó nêu lên vấn đề các tài sản như nhà cửa, xe, các tài sản khác ông đang quản lý với tư cách là tài sản của Giáo hội Công giáo và khẳng định không phải là tài sản của ông Thục. Vị giám quản Huế cho rằng nếu tướng Tôn Thất Xứng muốn tịch thu các tài sản trên thì cần điều quân đội cùng khí giới để đến lấy. Đồng thời lá thư phản hồi này cũng được tổng giám mục Điền gửi đến Bộ Nội vụ Việt Nam Cộng hòa tại Sài Gòn. Vụ việc chấm dứt, ông Tôn Thất Xứng quyết định không xúc tiến việc tịch thu tài sản.
Năm 1964, các tỉnh miền Trung phải trải qua nhiều đợt bão, lũ. Tổng giám mục Nguyễn Kim Điền quyết định tặng dây chuyền vàng đã được tặng tại Tây Đức để bán ủng hộ tiền trợ giúp lũ lụt. Dây này sau đó được đem gây quỹ để tổ chức xổ số trúng thưởng và đạt mức quyên góp 200.000 đồng. Linh mục trúng giải quyết định gửi tặng lại tổng giám mục Điền. Ngày 7 tháng 12 năm 1965, ông tham dự lễ bế mạc Công đồng Vaticanô II cùng 8 giám mục đang quản nhiệm các giáo phận tại Việt Nam, trong đó có 6 giám mục người Việt.
Năm 1967, giám mục Điền bổ nhiệm linh mục Emmanuel Nguyễn Vinh Gioang làm Thư ký và linh mục Gioang đảm trách vai trò này đến năm 1972. Cũng trong năm này, nhân dịp tham dự hội nghị Caritas Internationalis tổ chức tại Rôma, trả lời câu hỏi của một nhà báo người Ý để tìm hiểu quan điểm của giám mục Nguyễn Kim Điền đối với những người cộng sản Việt Nam, ông trả lời: Là giám mục Công giáo, tôi không theo chủ nghĩa cộng sản, nhưng tôi coi những người cộng sản Việt Nam như anh em tôi. Chính vì câu trả lời này, dư luận đánh giá giám mục Điền là một giám mục "đỏ".

## Tổng giám mục đô thành Tổng giáo phận Huế

### Trước khi kết thúc chiến tranh Việt Nam
Tháng 2 năm 1968, Tổng giám mục Nguyễn Kim Điền thoát chết khi ông và hàng ngàn người tị nạn đang tập trung tại Tiểu chủng viện Huế thì một quả hỏa tiễn do quân đội Việt Nam Dân Chủ Cộng Hòa bắn vào căn phòng văn cạnh, tạo một lỗ thủng lớn tại căn phòng này. Ngày 17 tháng 2 năm 1968, Tổng giám mục Huế Phêrô Máctinô Ngô Đình Thục từ nhiệm. Gần một tháng sau đó, ngày 11 tháng 3, giám mục giám quản Nguyễn Kim Điền được bổ nhiệm làm Tổng giám mục đô thành Tổng giáo phận Huế. Tin này được công bố rộng rãi vào ngày 30 tháng 3. Việc giám mục Ngô Đình Thục rời khỏi vai trò Tổng giám mục Huế cũng được cho biết chi tiết rằng chính quyền Việt Nam Cộng hòa không chấp nhận và không cấp hộ chiếu cho ông Thục. Cũng trong năm này, tổng giám mục Nguyễn Kim Điền bắt đầu quản lý Caritas Việt Nam. Ông giữ chức vụ này cho đến năm 1972.
Trong biến cố Tết Mậu Thân, đoàn các giám mục Việt Nam do Tổng giám mục Phaolô Nguyễn Văn Bình đến thăm thành phố Huế, cùng đi có giám mục Phêrô Maria Phạm Ngọc Chi. Máy bay trực thăng đáp vào sân bóng trước mặt dòng Chúa Cứu Thế Huế. Tại đây, tổng giám mục Nguyễn Kim Điền đón tiếp đoàn, đồng thời có rất đông đảo nạn nhân chiến tranh tại địa điểm này. Tổng giám mục Bình thay mặt phái đoàn các giám mục an ủi họ. Hình ảnh tang tóc sau trận chiến Mậu Thân làm giám mục Điền cảm thấy đau xót. Giáo xứ chính tòa Phủ Cam cũng trở thành một nơi đầy tang tóc. Tại đây, hơn 300 người đã bị bắt đi và bị giết tại khe Đá Mài, quận Nam Hòa, tỉnh Thừa Thiên. Ngày 23 tháng 3, Khâm sứ Tòa Thánh tại Việt Nam Angelo Palmas đáp chuyến bay từ Sài Gòn đến Huế. Ông đã có cuộc gặp với tổng giám mục Nguyễn Kim Điền. Trước cuộc gặp này, khâm sứ Palmas đã gửi phần cứu trợ từ Giáo hoàng Phaolô VI cho tổng giám mục Điền. Khâm sứ Tòa Thánh cùng vị giám quản Huế đã đến thăm một số trung tâm tị nạn, nơi hàng ngàn gia đình đang tạm trú rất đông đúc. Biến cố này đã làm Tổng giáo phận Huế thiệt hại nặng về vật chất cũng như tinh thần.
Khoảng tháng 10 năm 1969, tổng giám mục Nguyễn Kim Điền trở về Việt Nam sau chuyến đi đến Rôma. Ông được biết tin chính quyền tìm được xác hàng trăm nạn nhân chỉ còn dưới dạng xương khô tại Khe Đá Mài. Những hình ảnh này được công bố rộng rãi. Khi vừa đặt chân về Sài Gòn, một dân biểu Việt Nam Cộng hòa phát biểu với báo chí về việc người này cho rằng ông Nguyễn Kim Điền tranh chấp các thi hài vừa được tìm thấy. Vụ việc dần trở nên phức tạp vì có nhiều tổ chức tôn giáo, chính trị bất đồng về địa điểm an táng các nạn nhân. Tuy vậy cuối cùng họ thống nhất chọn an táng các nạn nhân tại chân núi Ba Tầng, gần núi Ngự Bình, phía sau lưng làng Phủ Cam. Dân biểu Nguyễn Lý Tưởng đưa tin cho báo chí xác nhận rằng Tổng giám mục Nguyễn Kim Điền, trong thời gian xảy ra tranh chấp trên, đang ở ngoại quốc và không biết việc gì về vụ việc này. Khi về đến Huế, Nguyễn Kim Điền đến nhà thờ chính tòa Phủ Cam dâng lễ cầu nguyện cho các nạn nhân và gia đình của họ. Trong dịp này, ông cũng tuyên bố Công giáo không liên quan gì đến cuộc tranh chấp nói trên.
Tổng giám mục Nguyễn Kim Điền tổ chức Hội nghị Giám mục Giáo tỉnh Huế, kéo dài trong hai ngày 23 và 24 tháng 4 năm 1970. Chủ đề và nội dung Hội nghị là bàn luận về việc đào tạo linh mục, giáo dục chủng sinh, truyền giáo trong thời đại mới, đời sống Kitô hữu, công lý và hòa bình. Trong chiến dịch Mùa hè đỏ lửa năm 1972, các cơ sở tôn giáo của Tổng giáo phận nằm trên địa bàn tỉnh Quảng Trị bị thiệt hại nặng nề, gần như trở thành bình địa. Cùng với Tổng giám mục Nguyễn Văn Bình của Sài Gòn, Tổng giám mục Nguyễn Kim Điền dự họp Thượng Hội đồng Giám mục thế giới lần thứ II với chủ đề "Chức Linh mục Thừa tác và Công bình trong thế giới" tại Rôma, khai mạc vào cuối tháng 10 năm 1971.
Ngày 6 tháng 1 năm 1971, trong phiên họp thường niên của Hội đồng Giám mục Việt Nam, các giám mục quyết định thiết lập thành lập Hội Thừa sai Việt Nam. Hội mới này được trao cho Tổng giám mục Nguyễn Kim Điền đảm nhận vai trò Tổng Đặc trách Hội Thừa sai Việt Nam. Ông giữ chức vụ này đến năm 1975. Nhắc nhớ đến vài kỷ niệm về tổng giám mục Nguyễn Kim Điền, linh mục Ngô Văn Trọng, người cùng cộng tác và hỗ trợ cố tổng giám mục trong giai đoạn 1967 đến năm 1970 cho biết tổng giám mục Điền là một người sống đơn sơ và sống với các nguyên tắc: đúng giờ, đúng ngày và nói được làm được. Linh mục Trọng cho biết thêm rằng tổng giám mục Nguyễn Kim Điền thường đi bộ một mình với mục đích đọc kinh, lần hạt Mân Côi và đôi khi mời một linh mục đi cùng để trò chuyện.
Sau khi hiệp định Paris được ký kết ngày 27 tháng 1 năm 1973, phong trào Sùng Kính Đức Mẹ (Đạo Binh Xanh) tổ chức rước tượng Đức Mẹ Fatima đến Việt Nam để cầu nguyện cho hòa bình. Tượng này được chuyển từ Sài Gòn ra Huế và chuyển ngược vào các giáo phận phía Nam. Máy bay chuyển tượng đến Huế được tổng giám mục Nguyễn Kim Điền đón tại phi trường và cho rước bằng đường bộ đến La Vang. Lý do tổng giám mục Điền sử dụng đường bộ là vì ông không đồng ý sử dụng máy bay trực thăng là phương tiện của chính quyền Việt Nam Cộng hòa.
Năm 1973, trong bài giảng tại Vương cung thánh đường Đức Mẹ La Vang trong tình trạng đổ nát, tổng giám mục Nguyễn Kim Điền đã lên án các phe phái chính trị của Việt Nam, cả chính quyền Sài Gòn lẫn những người Cộng sản về các hành vi tham nhũng, thối nát, xã hội nghèo đói, chậm tiến, bất công. Bài giảng của ông được phổ biến rộng rãi tại Thành phố Sài Gòn. Những tư tưởng này được ông nhắc lại tại cuộc họp của Liên Hội đồng Giám mục Á Châu và quan điểm này đã được chú ý. Nhân dịp gặp lại người bạn cũ Trần Đông Phong tại Tòa giám mục Huế, tổng giám mục Nguyễn Kim Điền hỏi người này liệu chính quyền Việt Nam Dân chủ Cộng hòa có đưa quân vào phía Nam vĩ tuyến 17 hay không. Ông Phong phân tích các khó khăn về tôn giáo và ví dụ về tôn giáo thông qua các vụ việc về hai hồng y Stephan Wyszynski và Joseph Mindszenty. Sau khi được phân tích, Nguyễn Kim Điền khẳng định trong trường hợp quân đội Việt Nam Dân chủ Cộng hòa tiến vào thành phố Huế, ông sẽ ở lại thành phố để hướng dẫn giáo dân.
Trong một buổi cầu nguyện chung tại thánh địa Công giáo La Vang vào ngày 1 tháng 2 năm 1974, tổng giám mục Nguyễn Kim Điền cầu nguyện cho những người không bao giờ muốn rời bỏ vị trí và mong họ nghĩ nhiều hơn cho đất nước, cho người dân và phát biểu rằng Đức Mẹ La Vang đã đến gặp những người đang tước quyền lợi xã hội của người dân. Đây là một trong những lời chỉ trích công khai, một điểm bất thường đối với giám mục Công giáo được ghi nhận bởi thượng nghị sĩ Việt Nam Cộng hòa Bùi Văn Giải. Năm 1974, Tổng giám mục Nguyễn Kim Điền tham dự Thượng Hội đồng Giám mục Thế giới lần thứ III tại Rôma với chủ đề Truyền giáo trong Thế giới Hiện đại, kéo dài từ ngày 27 tháng 9 đến ngày 26 tháng 10 năm 1974. Ông là một trong hai đại diện được Hội đồng Giám mục cử đi tham gia thượng hội đồng, vị còn lại là giám mục Phêrô Nguyễn Huy Mai, giám mục giáo phận Ban Mê Thuột. Phát biểu trong dịp này, tổng giám mục Điền cũng chia sẻ rằng có nhiều giám mục tử đạo vì đức tin, nhưng chưa hề có giám mục tử đạo vì công bằng xã hội. Nhằm tham gia hội nghị này, Nguyễn Kim Điền bắt đầu chuyến đi vào ngày 8 tháng 9 và trở về Việt Nam vào khoảng thời gian gần cuối năm 1974. Tổng giám mục Nguyễn Kim Điền tham gia với tư cách đồng chủ tọa khóa hội thảo VII về Truyền Bá Phúc Âm toàn quốc được tổ chức tại Nha Trang từ ngày 12 đến ngày 14 tháng 11 năm 1974 ra quyết định về các lễ nghi tôn kính Ông bà Tổ tiên trong đời sống Công giáo tại Việt Nam.
Đầu năm 1975, nhận định tình hình quân đội Việt Nam Dân Chủ Cộng Hòa sẽ đánh chiếm Huế, tổng giám mục Nguyễn Kim Điền thăm dò các linh mục thuộc giáo phận và nhận được kết quả xấu: chỉ 6 trên 120 linh mục tình nguyện ở lại cùng ông, thực hiện công việc mục vụ với chính quyền mới. Vì thế, ông vào Thành phố Sài Gòn, tìm 1 nhà hưu cho các linh mục đã già yếu của Huế di tản và quyết định bàn giao Hội Thừa Sai Việt Nam cho Tổng giám mục Phaolô Nguyễn Văn Bình. Tháng 3 năm 1975, ông chia tay bạn cũ là ông Trần Đông Phong, và cho biết trở về Huế trước khi thành phố thất thủ để chứng minh giáo hội Công giáo luôn đồng hành và chia sẻ với giáo dân.
Mặc dù đã chính thức đảm nhiệm vai trò Tổng giám mục Huế, trong suốt 11 năm, trừ một căn phòng nhỏ dùng để ngủ, còn lại tất cả các phòng khác trong Tòa Tổng giám mục Huế vẫn được Tổng giám mục Điền cho giữ nguyên trạng, với mục đích chờ đón tổng giám mục Ngô Đình Thục trở về. Sau 1975, ông quyết định cho thay đổi khi biết chắc Tổng giám mục Thục sẽ không về Việt Nam được nữa. Nhóm Hướng Thiện Phật giáo, một tổ chức từ thiện nổi tiếng ở Huế xem Tổng giám mục Nguyễn Kim Điền và vị bảo trợ tinh thần, thường xuyên ghé thăm Tổng giám mục Điền trong năm này. Nguyễn Kim Điền tế nhị tách giáo hội ra khỏi chính quyền, trong suốt 11 năm từ 1964 đến 1975, ông không sử dụng máy bay của Không lực Việt Nam Cộng hòa và Không lực Hoa Kỳ. Ngoài ra, ông cũng cẩn thận, không tiếp đón bất kì một nhân vật nào của Chính phủ Việt Nam Cộng hòa tại Tòa Tổng giám mục với tư cách là quan chức chính quyền, chỉ chào đón với tư cách cá nhân.
Trong những năm đầu tiên làm tổng giám mục Huế, Nguyễn Kim Điền trải qua nhiều biến cố lịch sử quan trọng như các biến cố năm 1968, 1972 và 1975. Tình hình chính trị bất ổn tác động làm tình hình giáo dân Tổng giáo phận bất định, nhiều lần rời bỏ nhưng sau đó lại hồi hương. Một số số liệu thống kê cho thấy vào năm 1975, tổng giáo phận Huế có 169 linh mục, trong đó có 148 linh mục triều, 53.650 giáo dân, 88 đại chủng sinh. Giáo phận cũng có 72 nam tu sĩ và 722 nữ tu.

### Những ngày đầu tiên sau chiến tranh
Không giống như những gì đã xảy ra vào năm 1954, khi tình trạng di cư diễn ra bất chấp ý kiến của các cấp Giáo hội Công giáo, sau biến cố năm 1975, có tất cả tám giám mục Công giáo ở lại với giáo phận của mình. Tổng giám mục Nguyễn Văn Bình kêu gọi giáo dân hãy ở lại các khu vực đã thuộc về quân đội Việt Nam Dân chủ Cộng hòa. Một số giám mục trở về giáo phận của mình khi các vùng thuộc giáo phận của mình, quân Việt Nam Cộng hòa sắp thất thủ, trong đó có tổng giám mục Nguyễn Kim Điền trở về Huế một ngày trước khi Huế về tay chính quyền mới. Ngoài ra còn có các giám mục khác như Phaolô Nguyễn Văn Hòa tại Ban Mê Thuột và giám mục Nicôla Huỳnh Văn Nghi đã vội vã trở về Phan Thiết. Trong một cuộc gặp ngày 21 tháng 3 năm 1975, giám mục Đà Nẵng Phêrô Maria Phạm Ngọc Chi cho biết ông sẽ trở về giáo phận trong tháng 5, đồng thời xác nhận giám mục Nguyễn Kim Điền đã trở về Huế.
Ngày 19 tháng 3 năm 1975, tổng giám mục Nguyễn Kim Điền về Đà Nẵng thông qua số chuyến bay ít ỏi còn lại của Hàng không Việt Nam Cộng hoà. Xe đưa ông đến Tòa Giám mục rạng sáng hôm sau. Tổng giám mục Điền cũng cho gọi linh mục Tađêô Nguyễn Văn Lý ra Huế chung sống mục vụ tại Tổng giáo phận Huế. Sáng 26 tháng 3 năm 1975, Quân Giải phóng Miền Nam Việt Nam tiến vào treo lá cờ của Cộng hòa Miền Nam Việt Nam trên nóc Kinh thành Huế. Trước đó, sau khi từ chối lên các chuyến trực thăng đến Hoa Kỳ, Nguyễn Văn Lý nhận được cuộc gọi trong trạng thái khá hoảng hốt của tổng giám mục Nguyễn Kim Điền, khi ông này cho biết ông chỉ còn 10 cộng sự trong đó có 7 linh mục, trong khi đó những người khác đã bỏ đi. Tổng giám mục Điền hỏi về việc linh mục Lý về chức vụ Tuyên úy Hội Truyền giáo Sài Gòn có còn cần thiết trong hoàn cảnh hiện tại và mời linh mục Lý đến Tổng giáo phận Huế để hỗ trợ. Linh mục Lý đã nhận lời và dùng số tiền còn lại mua vé máy bay từ Sài Gòn đến Đà Nẵng, sau đó đi bộ và đến Huế vào ngày 25 tháng 3. Tổng cộng, sau biến cố tháng 4 năm 1975, 18 linh mục rời Tổng giáo phận Huế vào miền Nam và 13 vị ra hải ngoại. Giáo dân còn lại 41.941 người.
Các tu sĩ và giáo sĩ thuộc tổng giáo phận Huế di tản vào Đà Nẵng và các vùng đất sâu hơn về hướng Nam. Trong thời gian này, Nguyễn Kim Điền và các linh mục giữ các vai trò chính của giáo phận quyết định ở lại nhiệm sở. Một vài ngày kể từ khi quân đội từ phía Việt Nam Dân chủ Cộng hòa vào đến Huế, họ tiến công Đà Nẵng. Nhận được tin về việc các giáo sĩ và tu sĩ vẫn đang còn ở Đà Nẵng, Nguyễn Kim Điền yêu cầu linh mục Thư ký mời các linh mục trở về với lời nhắn: Bây giờ ở đâu cũng như nhau cả. Mời quý Cha về lại Giáo phận, mỗi vị kiếm một giáo xứ để ở mà cai quản cho đến mãn đời!. Các linh mục sau đó trở về giáo phận. Sau khi chọn linh mục Nguyễn Văn Lý làm thư ký, tổng giám mục Nguyễn Kim Điền yêu cầu linh mục này viết một bức thư mang thông điệp hòa giải và hợp tác để gửi cho chính quyền mới. Nói chuyện với linh mục thư ký, tổng giám mục Điền cho rằng cuối cùng hòa bình và sự bình yên đã trở lại và mong muốn những chính sách tự do tôn giáo ghi trong Hiến pháp của chính quyền mới được thực thi.
Trong những ngày đầu tiên sau khi chính quyền Việt Nam Dân chủ Cộng hòa tiếp quản Huế, lệnh khám xét được áp dùng với Tòa Tổng giám mục và có 3 cán bộ đến thẩm vấn giám mục Nguyễn Kim Điền trong khoảng thời gian vài giờ và kết lúc lúc 19 giờ 30 phút. Linh mục Nguyễn Văn Lý đứng hành lang trong khi tổng giám mục Điền đang trong quá trình thẩm vấn. Nội dung phỏng vấn, Nguyễn Kim Điền được yêu cầu trả lời bằng văn bản nhiều lần với các câu hỏi tương tự, sau đó thảo luận về những điểm khác biệt giữa các bản trả lời. Việc thẩm vấn tiếp tục vào ngày hôm sau. Trong ngày phỏng vấn thứ hai, Nguyễn Kim Điền yêu cầu thư ký gửi một bức thư này cho hiệu trưởng của trường Quốc Học, đến các cơ sở tôn giáo tại những khu vực khó khăn nhất và yêu cầu linh mục này chuẩn bị báo cáo về những nhu cầu của những người khó khăn.
Sau đó, ngày 1 tháng 4, Ủy ban Quân quản tỉnh Thừa Thiên mời Tổng giám mục Nguyễn Kim Điền tham dự buổi mít tinh để chào mừng ngày Huế trở về với chính quyền Việt Nam Dân chủ Cộng hòa. Tại đây, Tổng giám mục Điền quyết định phát biểu theo tinh thần tích cực, vui mừng vì chiến tranh chấm dứt. Tâm Thư của tổng giám mục Nguyễn Kim Điền gửi giáo dân giáo phận Huế đề ngày 1 tháng 4 năm 1975 có nội dung:
| “ | Chiến tranh đã chấm dứt trên giáo phận Huế. Đó là điều chúng ta mong ước và cầu nguyện từ 30 năm nay. Thời gian sống trong hãi hùng, lo âu qua rồi... Giờ đây đã đến lúc chúng ta hoan hỷ sẵn sàng và hăng say cộng tác với mọi người thiện chí dưới sự chỉ đạo của Chính phủ cách mạng để xây dựng lại quê hương... | ” |

Trong lễ ra mắt Ủy ban Mặt trận Dân tộc Giải phóng Huế tổ chức vào ngày 09 tháng 4 năm 1975, tổng giám mục Nguyễn Kim Điền phát biểu thể hiện sự tin tưởng việc tổ chức này đảm bảo tôn trọng tự do tín ngưỡng, đồng thời ông cũng nêu nhận định rằng giáo dân Công giáo sẽ góp phần tích cực xây dựng quê hương và họ sẽ được chu toàn bổn phận với Tổ quốc và Thiên Chúa.
Sau ngày 30 tháng 4 năm 1975, các giáo sĩ quản lý giáo hội kêu gọi giáo dân bình tĩnh và chấp nhận hoàn cảnh cũng như chế độ mới. Trong đó có hai vị giám mục nổi bật là Tổng giám mục Tổng giáo phận Sài Gòn Phaolô Nguyễn Văn Bình và Tổng giám mục Huế Philípphê Nguyễn Kim Điền, hai giám mục theo chủ trương của Công đồng Vatican II. Các giám mục này trở thành điểm tựa cho giáo dân trong hoàn cảnh mới. Trong Chiến dịch Mùa Xuân 1975 của quân đội Việt Nam Dân chủ Cộng hòa, Huế là nơi mà đoàn quân này tiến vào đầu tiên. Tổng giám mục Điền trong hoàn cảnh đó trở thành giám mục đầu tiên công khai kêu gọi giáo dân Công giáo chấp nhận và hợp tác với chính quyền mới.
Một giáo dân được công an huấn luyện được đưa vào làm quản gia tại Tòa Tổng giám mục Huế tên là Nguyễn Văn Bông. Ông này là một giáo dân giáo xứ chính tòa Phủ Cam và cựu chủng sinh chủng viện Hoan Thiện. Nhờ lý lịch này, tổng giám mục Nguyễn Kim Điền tin dùng người này. Được tin dùng, Nguyễn Văn Bông thu thập tin tức từ Tòa giám mục, gây khủng hoảng cho giáo phận Huế. Nguyễn Văn Bông lưu trữ nhẫn giám mục của Tổng giám mục Điền và vẫn chưa hoàn trả lại. Sau khi Việt Nam thống nhất, linh mục Louis Nguyễn Văn Bính (thường gọi là Bính nhỏ, sinh năm 1937) và quản gia Nguyễn Văn Bông chỉ dẫn, giám mục Điền quyết định hiến khá nhiều tài sản của Tổng giáo phận Huế cho chính quyền mới. Phía Công giáo cho rằng việc hiến trong tình trạng bị cưỡng bức nên không hợp pháp. Trong thư ngày 30 tháng 10 năm 1975, tổng giám mục Nguyễn Kim Điền viết thư gửi các linh mục và hội dòng để quyết định việc bàn giao các cơ sở giáo dục của Tổng giáo phận thuộc thành phố Huế và hai tỉnh Thừa Thiên, Quảng Trị cho nhà nước Việt Nam mượn với mục đích phục vụ công tác giáo dục ngay trong năm học 1975 - 1976. Việc cho mượn này được Tổng giám mục phó Stêphanô Nguyễn Như Thể xác nhận rằng tổng giám mục Điền chỉ cho chính quyền Việt Nam quyền sử dụng và không hiến các cơ sở này.
Nhằm đảm báo tính liên tục của chức vụ Tổng giám mục Huế, Tổng giám mục Nguyễn Kim Điền dùng năng quyền đặc biệt tấn phong tân tổng giám mục phó Stêphanô Nguyễn Như Thể với quyền kế vị vào ngày 7 tháng 9 năm 1975. Việc bổ nhiệm, thuyên chuyển linh mục sau biến cố năm 1975 gặp nhiều khó khăn. Từ sau năm 1975 cho đến khi qua đời, tổng giám mục Điền chỉ có thể phong chức được 6 linh mục, gồm 2 người giữa năm 1975 và 4 tân linh mục vào đầu năm 1976. Trong thời gian đầu sau khi chiến tranh Việt Nam kết thúc, hai tổng giám mục Huế sắp xếp lại nhân sự và bổ nhiệm các linh mục giữ các vai trò quan trọng của giáo phận Huế. Trong tháng 11 năm 1975, Nguyễn Kim Điền có dịp đến gặp với thủ tướng Việt Nam lúc đó là ông Phạm Văn Đồng.
Ngày 28 tháng 2 năm 1976, tổng giám mục Nguyễn Kim Điền viết bài viết "Cảm nghĩ" về vụ việc tại nhà thờ Vinh Sơn, chính quyền đánh giá là một bài viết thiếu tích cực. Ngày 1 tháng 5 năm 1976, tổng giám mục Nguyễn Kim Điền cũng cho phổ biến tập sách "Tôi Vui Sống" để hướng dẫn giáo dân trong hoàn cảnh mới. Tập sách được in ra và sau đó cho phân phát khắp giáo phận Huế, đặc biệt tại các giáo xứ vùng quê và các cụm giáo dân kinh tế mới. Nội dung sách hướng dẫn cách cầu nguyện và cử hành bí tích trong hoàn cảnh thiếu linh mục. Chính quyền Việt Nam cho rằng tập sách này ẩn chứa nội dung đấu tranh nên ra lệnh cho các cán bộ thu hồi quyển sách này. Trong tập sách này, Nguyễn Kim Điền viết:
| “ | Tôi đang sống trong một nước Việt Nam độc lập, hòa bình, thống nhất và xã hội chủ nghĩa. Là người Công giáo, tôi tin vào Thiên Chúa, Đấng tạo thành trời đất và điều khiển vận mệnh con người. Tín ngưỡng của tôi, tôi tự do theo và không ai có quyền bắt ép tôi phải chối bỏ gì hết, trái lại Nhà nước còn đảm bảo để tôi sống đúng theo tín ngưỡng của tôi trong luật pháp quốc gia… | ” |

Ngày 2 tháng 9 năm 1976, tổng giám mục Nguyễn Kim Điền xin phép chính quyền đến thủ đô Hà Nội để chào mừng Hồng y Tiên khởi người Việt Nam là hồng y Giuse Maria Trịnh Như Khuê, tổng giám mục Tổng giáo phận Hà Nội. Đây cũng là lần đầu tiên hai giám mục gặp nhau. Trên đường đi ra Hà Nội, tổng giám mục Điền cũng ghé thăm và gặp các giám mục Giáo phận Vinh và Giáo phận Thanh Hóa. Tại Hà Nội, ông ở lại hai tuần và được gặp nhiều giáo sĩ quan trọng: giám mục Giáo phận Bắc Ninh Phaolô Giuse Phạm Đình Tụng, tổng giám mục phó Hà Nội Giuse Maria Trịnh Văn Căn, các linh mục Phanxicô Xaviê Nguyễn Văn Sang, Phaolô Lê Đắc Trọng, Giuse Maria Nguyễn Tùng Cương,..
Trong suốt hai năm từ tháng 4 năm 1975 đến tháng 4 năm 1977, tổng giám mục Nguyễn Kim Điền cùng các linh mục, tu sĩ và giáo dân tìm cách chứng tỏ thiện chí của người Công giáo trong việc tái thiết Việt Nam. Không những tích cực vẻ bề ngoài, trong nhiều cuộc gặp riêng tư, ông đề nghị giáo dân luôn giữ bản chất Công giáo, không nên có thành kiến về người khác. Nguyễn Kim Điền khuyến khích sống nhẫn nhục và hòa hợp trong tinh thần yêu thương. Tình hình mục vụ Công giáo gặp nhiều khó khăn và các sắc lệnh, văn kiện, nghị định và hiến pháp chưa được thực thi. Nhiều nhà thờ, tu viện bị thu hồi và cấm việc cử hành lễ; việc tuyển chọn chủng sinh, thuyên chuyển linh mục, tu sĩ bị hạn chế và giáo dân ở các vùng khó khăn, vùng kinh tế mới không có lễ để tham gia, việc hội họp của giáo dân bị kiểm soát. Vấn đề này được nêu lên với Ủy ban nhân dân nhưng trách nhiệm không được làm rõ, tạo nên căng thẳng giữ cán bộ chính quyền và giáo dân Công giáo. Các cơ sở tôn giáo thuộc tổng giáo phận Huế như trường học, tu viện và các cơ sở xã hội lần lượt lượt đều bị thu hồi. Cũng trong năm này, tổng giám mục Nguyễn Kim Điền tự quyết việc khai giảng tiểu chủng viện Hoan Thiện và điều này làm chính quyền địa phương bối rối.

### Hai bài phát biểu năm 1977
Năm 1977, trong 2 cuộc họp do Ủy ban Trung ương Mặt trận Tổ quốc Việt Nam tổ chức, Tổng giám mục Nguyễn Kim Điền có hai bài phát biểu với chủ đề chính là tự do tôn giáo. Linh mục Tađêô Nguyễn Văn Lý cho đánh máy lời phát biểu và phổ biến trong linh mục đoàn giáo phận Huế. Bài phát biểu này sau đó đã được in phổ biến tại Thành phố Hồ Chí Minh cũng như được đăng trên các báo chí ngoại quốc. Linh mục Hồ Văn Quý, giám đốc Đại chủng viện Huế và linh mục Nguyễn Văn Lý bị kết án 20 năm tù vào cuối tháng 8 năm 1977. Nhân dịp Việt Nam đề nghị gia nhập Liên Hợp Quốc, hai linh mục này được trả tự do. Chính quyền yêu cầu Tổng giám mục Điền bổ nhiệm hai linh mục này chỉ trong phạm vi vùng quê. Một số linh mục và nữ tu cũng bị bắt vì cáo buộc phân phối trái phép hai bản văn phát biểu của tổng giám mục Nguyễn Kim Điền.
Bài phát biểu thứ nhất diễn ra tại một buổi họp do Mặt trận Tổ quốc Bình Trị Thiên và Thành phố Huế ngày 15 (hoặc 19) tháng 4 năm 1977 với lý do được chính thức công bố là thông báo nhân vụ việc chính quyền bắt giữ 6 nhà sư của Phật giáo Việt Nam Thống nhất hệ phái Ấn Quang tại Thành phố Hồ Chí Minh. Nguyễn Kim Điền được mời phát biểu ý kiến, tuy vậy lại không đi vào nội dung chính, vì cho rằng nghĩa vụ loan tin và cắt nghĩa là của chính quyền. Cá nhân ông tổng giám mục cho rằng các vụ việc về tôn giáo chỉ là các sự kiện đơn độc. Ông Nguyễn Kim Điền nêu lên ý kiến rằng mình không thỏa mãn với chính sách tự do tín ngưỡng và liệt kê các hạn chế. Bài phát biểu của tổng giám mục Nguyễn Kim Điền chia làm hai phần là tự do tín ngưỡng và quyền bình đẳng. Trước khi đi vào bài phát biểu, giám mục Điền cho biết ông phát biểu với thiện chí và mong Mặt trận Tổ quốc không gán cho ông hai chữ "phản động". Nguyễn Kim Điền thổ lộ ông ghét và sợ cái nhãn mác này, không muốn "gánh" nó vào người.
Sau lần phát biểu ý kiến đầu tiên, vào ngày 22 tháng 4, tổng giám mục Nguyễn Kim Điền tham gia cuộc họp với nội dung đóng góp ý kiến cho bản dự thảo Đề cương báo cáo của Đảng bộ tỉnh Bình Trị Thiên. Tổng giám mục Điền được đề nghị tham gia ý kiến. Sau khi nói về việc đề nghị chuyển vị trí một số nội dung có liên quan đến tôn giáo, Nguyễn Kim Điền nói về vấn đề lao động, giám mục Điền cho rằng, nếu tự do tín ngưỡng phát triển hơn thì năng suất của giáo dân Công giáo cũng sẽ cao và nêu một vài dẫn chứng. Tổng giám mục Huế cũng cho rằng tự do tín ngưỡng thực sự khiến người dân có tôn giáo sống hạnh phúc và thoải mái dưới chế độ xã hội chủ nghĩa. Tổng giám mục Nguyễn Kim Điền cũng nêu lên rằng trên thực tế có một số khẩu hiệu ngược với các chính sách của Nhà nước Việt Nam. Phần kết, Nguyễn Kim Điền cho rằng tôn giáo là một nhu cầu tâm lý và xã hội nên không thể cấm đoán, cần tôn trọng tự do tín ngưỡng để mọi người cùng nhau xây dựng Tổ quốc.
Với hai bài phát biểu này, Mặt trận Tổ quốc Thành phố Hồ Chí Minh có lá thư gửi cho Tổng giám mục Tổng giáo phận Thành phố Hồ Chí Minh (tên cũ là Sài Gòn) Phaolô Nguyễn Văn Bình vào ngày 6 tháng 8. Mặt trận tỉnh Bình Trị Thiên cũng ra thông báo về việc lan truyền hai bài phát biểu trên sau đó vào ngày 17 tháng 9. Tiêu đề bức thư được gửi cho tổng giám mục Bình tại Thành phố Hồ Chí Minh là Nhận định về Hai bản văn ghi lại lời phát biểu của Tổng giám mục Nguyễn Kim Điền, do ông Nguyễn Văn Chì, Chủ tịch Mặt trận Tổ quốc Thành phố Hồ Chí Minh gửi. Nội dung bức thư này, ông Nguyễn Văn Chì bày tỏ sự không đồng tình với các luận điểm và lên án tổng giám mục Nguyễn Kim Điền lặp lại luận điệu của các đế quốc Pháp và Mỹ, làm mất phẩm giá bản thân và đồng đạo.
Nhằm mục đích đáp lại các cáo buộc, Nguyễn Kim Điền gửi thư đến Ủy ban Mặt trận Tổ quốc Bình Trị Thiên để tái khẳng định các luận điểm trong hai lần phát biểu trước. Nhận thấy các bản văn phát biểu được phổ biến không chính thức, trong thư lần này, tổng giám mục Điền để nghị công khai hóa bức thư cho giáo dân, cho người ngoài Công giáo toàn quốc và các các hãng truyền thông ngoại quốc đã đăng tải hai bài phát biểu trước đó. Lời đề nghị này sau đó đã không được thực hiện.

### Giai đoạn 1978 – 1983
Năm 1978, Việt Nam thực hiện thống nhất chương trình giáo dục và có tin sẽ áp dụng đối với các cơ sở đào tạo tu sĩ của các tôn giáo. Chính quyền mong muốn loại một số chủng sinh mà theo họ là vô phương cải tạo. Họ thông báo mời hai tổng giám mục tổng giáo phận Huế làm việc để hợp tác cùng nhà nước loại trừ một số chủng sinh theo chính quyền là không tốt. Hai vị tổng giám mục Huế khước từ đề nghị này, vì vậy chính quyền loại 2/5 số chủng sinh (18/45), đa phần là các chủng sinh "bướng bỉnh" đã hoàn tất chương trình tu học vào tháng 5 năm 1978. Chính quyền cho rằng nếu hai giám mục Huế hợp tác thì số chủng sinh bị loại có thể đã ít hơn.
Tại Huế, ngày 16 tháng 3 năm 1979, Ủy ban Nhân dân Bình Trị Thiên công bố quyết định số 284-QĐ-/NC với mục tiêu hỗ trợ giáo hội Thiên Chúa giáo tổ chức lại các trường tôn giáo theo nghị quyết 297/CP của Hội đồng Chính phủ. Bản sao Nghị định được gửi cho Tòa Tổng giám mục Huế. Sau khi nhận được nghị định, tổng giám mục Nguyễn Kim Điền gửi phúc đáp đến Ủy ban Nhân dân, trong đó đưa nhiều luận điểm về tôn giáo và lịch sử giáo hội Công giáo nhằm chứng minh rằng nếu tuân theo quyết định số 284 thì các chủng viện sẽ đi ngược lại với luật lệ của giáo hội.
Ngày 13 tháng 12 năm 1979, Ủy ban Nhân dân Bình Trị Thiên công bố Quyết định số 2342-QĐ/UB thu hồi tiểu chủng viện Hoan Thiện với quan niệm đây là một trường tư thục. Nguyễn Kim Điền đã viết thư gửi lại cho chính quyền và Mặt trận Tổ quốc tỉnh này với nội dung trình bày việc Tiểu chủng viện Hoa Thiện là nơi thường trú của chủng sinh từ lâu đời. Sau việc thu hồi này có 3 linh mục đang giảng dạy và hơn 80 chủng sinh phải về sống với gia đình. Tổng giám mục Điền đề nghị để tang cho Tiểu chủng viện. Tại Tổng giáo phận Thành phố Hồ Chí Minh, tổng giám mục Nguyễn Văn Bình cũng có những lá thư gửi đến Ủy ban nhân dân thành phố với nội dung tương tự, tuy vậy mang một phong cách khác với tổng giám mục Nguyễn Kim Điền.

Tổng giám mục Nguyễn Kim Điền (hàng đầu, thứ 3 từ phải sang) tiếp kiến Giáo hoàng trong khuôn khổ Ad Limina 1980

Năm 1980, tổng giám mục Huế Nguyễn Kim Điền cùng tổng giám mục phó Stêphanô Nguyễn Như Thể tham dự đại hội lần thứ nhất của Hội đồng Giám mục Việt Nam được tổ chức tại Hà Nội. Hai vị giám mục của Huế đều không vừa ý về Thư Chung, nhưng để bày tỏ tính hiệp nhất nên quyết định kí tên chung vào văn bản này. Tại Tổng giáo phận Huế, hầu như Thư Chung không được phổ biến đến giáo dân. Các buổi làm việc chung kéo dài từ ngày 24 tháng 4 đến ngày 1 tháng 5 năm 1980, kết quả bầu cử các chức danh đã được ban điều hành của Đại hội công bố. Các giám mục đã bầu tổng giám mục Nguyễn Kim Điền giữ chức Phó Chủ tịch. Cùng trong năm 1980, các đại diện của Hội đồng Giám mục Việt Nam đã thực hiện chuyến viếng thăm Ad Limina đến Tòa Thánh Vatican và gặp gỡ giáo hoàng Gioan Phaolô II. Tại buổi gặp, giáo hoàng đã gọi tổng giám mục Nguyễn Kim Điền với danh hiệu vị tổng giám mục anh dũng (Vaillant Confrère).
Từ năm 1981, do chịu nhiều áp lực, tổng giám mục Nguyễn Kim Điền bị nhồi máu cơ tim, cao huyết áp, xơ cứng động mạch, suy thận, cột sống và tiểu đường. Tuy nhiên, tình trạng các bệnh này không quá nghiêm trọng. Tháng 10 năm 1981, nhà nước Việt Nam không chấp thuận cho Tổng giám mục Nguyễn Kim Điền đến Roma tham dự họp đại hội do Bộ Truyền giáo tổ chức vào ngày 13 cùng tháng vì lý do không tích cực với cách mạng. Cuối năm 1982, linh mục chính xứ nhà thờ chính tòa Phủ Cam Phaolô Nguyễn Kim Bính cho thành lập đội tình nguyện hỗ trợ công việc tang lễ và các nghi thức khác. Tổng giám mục Nguyễn Kim Điền đã chuẩn y quyết định thành lập Ban Chung sự Hiếu đạo của nhà thờ Phủ Cam.
Tổng giám mục Nguyễn Kim Điền công khai lên tiếng phản đối việc thành lập Ủy ban Đoàn kết Công giáo Việt Nam, đã đình chỉ nhiệm vụ linh mục đối với linh mục Nguyễn Văn Bính do không nghe lời tổng giám mục Điền và tham dự đại hội. Ngày 19 tháng 10 năm 1983, Nguyễn Kim Điền viết thư phản đối gửi linh mục Nguyễn Thế Vịnh, Chủ tịch Ủy ban Liên lạc Công giáo toàn quốc (tiền thân của Ủy ban Đoàn kết Công giáo), về vấn đề chuẩn bị đại hội. Ngoài tổng giám mục Nguyễn Kim Điền, các giám mục Việt Nam khác có phản ứng rất dè đặt. Bản thư này, ông cho gửi đến các giám mục trên toàn Việt Nam để cho các vị này được biết. Tại tổng giáo phận Huế, tổng giám mục Nguyễn Kim Điền công khai ngăn cấm các linh mục thuộc quyền tham gia Ủy ban Đoàn kết. Tại Thành phố Hồ Chí Minh, tổng giám mục Nguyễn Văn Bình cảnh báo về việc tránh nguy cơ noi theo chính quyền Trung Quốc về việc cố tách người Công giáo ra khỏi Giáo triều Rôma. Cả hai giám mục này đều phản đối việc tạo ra một cơ chế Công giáo nhưng ngoài sự kiểm soát của Giáo hội.
Linh mục đại biểu Quốc hội Việt Nam Huỳnh Công Minh đã có cuộc gặp với tổng giám mục Nguyễn Kim Điền với mục đích đề nghị tổng giám mục Điền giải trình về việc đình chỉ nhiệm vụ linh mục và hủy bỏ hình phạt (hay còn gọi là giải vạ) đã áp dụng với linh mục Nguyễn Văn Bính. Trả lời linh mục Minh, vị tổng giám mục Huế cho biết khi nào linh mục Bính rời Ủy ban Đoàn kết Công giáo thì vạ sẽ tức khắc được giải. Hành động đình chỉ cử hành mục vụ Công giáo đối với linh mục Bính khiến dư luận so sánh hành động này với một giám mục phía Bắc là Phaolô Giuse Phạm Đình Tụng trong việc bảo vệ sự độc lập của Giáo hội Công giáo. Việc đình chỉ chức vụ linh mục Bính, tờ New York Times cho rằng đây là linh mục giáo phận Huế duy nhất trong Ủy ban Đoàn kết Công giáo, đồng thời vì việc đình chỉ này mà Nguyễn Kim Điền đối mặt với làn sóng chỉ trích trên báo chí và hệ thống truyền hình.
Nhận thấy việc liên lạc của các nữ tu dòng Mến Thánh giá Bình Tuy đến trụ sở Nhà Mẹ ở Huế gặp nhiều bất tiện, giám mục Nguyễn Kim Điền gửi thư cho giám mục giáo phận Phan Thiết Nicôla Huỳnh Văn Nghi đề nghị giám mục này đồng ý cho các nữ tu Mến Thánh giá Bình Tuy gia nhập giáo phận Phan Thiết. Giám mục Nghi sau khi bàn thảo với linh mục Tổng đại diện đã chấp nhận đề nghị này. Để đệ trình Tòa Thánh, giám mục Huỳnh Văn Nghi đến thăm Bộ Truyền giáo (còn gọi là bộ Phúc âm hóa các Dân tộc) trong chuyến đi Rôma năm 1983 đế trình bày nguyện vọng này. Quyết định số 5105/83 ngày 29 tháng 10 năm 1983 của Bộ Truyền giáo đã xác nhận nội dung chấp thuận đề nghị của giám mục Huỳnh Văn Nghi.
Cuối tháng 11 năm 1983, Tổng giám mục phó Stêphanô Nguyễn Như Thể từ chức vì lý do sức khỏe, sau 8 năm hỗ trợ tổng giám mục Nguyễn Kim Điền điều hành giáo phận. Một số nguồn tin cho rằng tổng giám mục Nguyễn Như Thể chịu áp lực từ phía Nhà nước Việt Nam. Ngày 13 tháng 4 năm 1984, tổng giám mục Điền bí mật phong chức cho linh mục Giacôbê Lê Văn Mẫn làm giám mục phụ tá. Tuy vậy, do vị này có thể chưa được báo cho Tòa Thánh nên chưa được liệt kê vào danh sách các giám mục Việt Nam.

### Giai đoạn 1984 – 1988
Tổng giám mục Nguyễn Kim Điền cải trang để đến viếng địa điểm hành hương La Vang, tuy vậy ý định này bất thành. Giám mục Điền quyết định viết thư cho ông Nguyễn Hữu Thọ, chủ tịch Quốc hội Việt Nam, trong thư đề cập đến việc ông bị công an tỉnh Bình Trị Thiên gọi đi làm việc trong khoảng 120 ngày, từ ngày 5 tháng 4 năm 1984 đến ngày 15 tháng 10 năm 1984 với ba cáo trạng: chống đối quyền hành nhà nước, có thái độ phản động, và tỏ ra lòng tự kiêu quá đáng. Ngoài ra, từ đây, Tổng giám mục Điền bị quản thúc tại nhà và không được quyền đi lại trong giáo phận. Ngày 19 tháng 6 năm 1985, phân khoa đại học Tuebingen tại Đức trao bằng Tiến sĩ Danh dự cho Tổng giám mục Nguyễn Kim Điền, vì những đóng góp của ông trong việc phục vụ quê hương và giáo hội. Giám mục Franz Josef Kuehnle, Giám mục phụ tá Giáo phận Stutgart Rottenburg đã thay mặt tổng giám mục Điền nhận văn bằng này.
Hai ngày sau khi kết thúc thời gian làm việc với công an Bình Trị Thiên, ngày 17 tháng 10, tổng giám mục Nguyễn Kim Điền gửi Thư chung đến toàn thể giáo sĩ, tu sĩ và giáo dân trong tổng giáo phận Huế nhằm mục đích cảm ơn họ đã cầu nguyện cho ông và công bố về nội dung làm việc với công an cho giáo dân biết. Kể từ thời điểm này, các hoạt động sinh hoạt tôn giáo như tuyển sinh và đào tạo chủng sinh, giảng dạy giáo lý, phong chức và in ấn phổ biến tài liệu Công giáo và việc thuyên chuyển của linh mục tu sĩ dần bị giới hạn và cấm đoán. Thời kỳ này, Ủy ban Đoàn kết Công giáo Yêu nước chưa hoạt động sâu rộng trong tổng giáo phận Huế, tuy vậy cũng có một số giáo sĩ đi theo Ủy ban này, tạo sự chia rẽ trong giáo phận. Trong thư, Nguyễn Kim Điền cho biết buổi thẩm vấn cuối cùng hỏi về lý do ông phản đối Ủy ban Đoàn kết Công giáo. Nguyễn Kim Điền cho biết ông giải thích theo giáo luật và sắc lệnh thánh bộ giáo sĩ Tòa Thánh, nhưng được phản hồi là các luật này chưa được nhà nước Việt Nam kiểm duyệt. Nhằm đáp lại câu hỏi thẩm vấn về việc Ủy ban Đoàn kết Công giáo được luật pháp bảo trợ và cho phép, Nguyễn Kim Điền trích dẫn Thánh Kinh để trả lời rằng ông cần vâng phục Thiên Chúa hơn người đời.
Trong thời gian tổng giám mục Nguyễn Kim Điền bị quản thúc, giáo dân vì không có giáo sĩ cử hành bí tích tôn giáo nên họ quyết định đến Tòa giám mục để cử hành bí tích Thêm Sức. Thời gian này, Mặt trận Tổ quốc mời 6 linh mục hạt trưởng đi du lịch Hà Nội. Các linh mục này cho rằng tổng giám mục Nguyễn Kim Điền không được phép tham dự Đại hội Hội đồng Giám mục Việt Nam – là một sinh hoạt tôn giáo quan trọng, nếu các linh mục đi tham quan giải trí thì thật mâu thuẫn nên đã từ chối lời đề nghị này. Cũng trong năm 1985, thân mẫu ông qua đời, nhưng Nguyễn Kim Điền không thể vào Thành phố Hồ Chí Minh vì đang bị hạn chế không được phép rời khỏi Huế. Báo New York Times cho rằng Tổng giám mục Điền đã bị ngăn cản các công việc mục vụ và đồng thời cũng bị quản thúc vì cản trở các linh mục tham gia Ủy ban Đoàn kết Công giáo, việc này đã gây đụng độ với nhà cầm quyền Hà Nội.
Tháng 7 năm 1985, tổng giám mục Nguyễn Kim Điền gửi thư đến Giáo hoàng Gioan Phaolô II nhằm báo cáo giáo hoàng về tình trạng ở giáo phận Huế. Bức thư này được viết bằng tiếng Latinh và ông nhờ hai nữ tu là Nữ Tu Trương Thị Nông và Trương Thị Lý (Bề Trên Dòng Mến Thánh Giá, Huế) chuyển thư vào Thành phố Hồ Chí Minh, nhờ Tòa Tổng lãnh sự Pháp chuyển giúp sang Roma. Công an theo dõi vụ việc, cho bắt hai nữ tu và linh mục Bí thư (Thư ký) của tổng giám mục Điền là linh mục Trần Văn Quý, thẩm vấn về việc làm trên và gọi việc này là Vụ Gián điệp quan trọng Trương Thị Lý.
Trước những căng thẳng khiến cho sinh hoạt tôn giáo đình trệ, Tổng giám mục Nguyễn Kim Điền cảm thấy cô đơn và tuyệt vọng khi nhìn đến các giáo phận khác. Trong tình cảnh này, ông hình dung về cảnh tù ngục trước mắt. Ở bức tâm thư gửi đến các tầng lớp tín hữu giáo phận Huế ngày 19 tháng 10 năm 1985, Nguyễn Kim Điền viết rằng ông cảm thấy hạnh phúc vì được Thiên Chúa kêu gọi chịu tù ngục và chịu chết vì bênh vực nhân quyền, công lý và hòa bình! Nhằm dặn dò tín hữu, Nguyễn Kim Điền cho biết hậu quả của việc chống lại luật người đời là tù ngục và cái chết. Vị tổng giám mục Huế cho biết ông sẵn sàng đón nhận những điều này. Thư Chung này theo một số nhận định là do việc đình chỉ chức vụ với linh mục Nguyễn Văn Bính đã tạo nên những căng thẳng với chính quyền, trong thư còn có đoạn viết: Khi tôi bị bắt rồi, thì xin anh chị em đừng ai tin lời khai nào, dù có kèm theo chữ ký mà người ta kể là của chính tôi. Ngoài ra, ông cũng nhờ tín hữu Công giáo cầu nguyện thêm cho mình.
Ngày 8 tháng 11 năm 1985, tổng giám mục Nguyễn Kim Điền quyết định công bố di chúc của mình. Hoàn cảnh ra đời của di chúc là sau vụ việc hai nữ tu Bề trên Dòng Mến Thánh giá Thừa sai Trương Thị Lý và Trương Thị Nông vì tội làm gián điệp, khi mang trong người một số thư tín của Tổng giám mục Nguyễn Kim Điền. Để bảo vệ hai nữ tu và linh mục Nguyễn Văn Quý, vốn bị mời đi làm việc nhiều lần, Tổng giám mục Nguyễn Kim Điền gửi thư số 7/86-TTGMH ngày 3 tháng 7 năm 1985 gửi đến Ủy ban Nhân dân, Công an tỉnh Thừa Thiên, Chủ tịch Hội đồng Bộ trưởng và Chủ tịch Quốc hội Việt Nam, nhận tất cả trách nhiệm về phần mình và nhấn mạnh linh mục Quý và hai nữ tu (bị bắt) là vô tội vì họ không biết nội dung của lá thư. Trong thư, Philípphê Nguyễn Kim Điền đề cập đến quyền được viết thư và đưa bản tin của mình nhằm thực hiện mục đích tôn giáo; đồng thời cũng cho rằng nếu bản tin bị quy trách nhiệm pháp lý và do tòa án Việt Nam xét xử, thì ông coi đây là một vụ việc bắt bớ tôn giáo. Thư này, giám mục Nguyễn Kim Điền cũng thông báo cho Hội đồng Giám mục Việt Nam, các tu sĩ trong giáo phận Huế và Tòa Thánh. Năm 1986, Nguyễn Kim Điền không được cho phép tham gia Hội nghị Tông đồ Giáo dân tại Rôma. Tham gia hội nghị này, đại diện 40 quốc gia phản đối chính quyền Việt Nam ngăn cản tổng giám mục Điền tham dự hội nghị.
Trong ba tháng từ cuối năm 1987 đến đầu năm 1988, Nguyễn Kim Điền được triệu tập lên làm việc với Viện Kiểm sát Nhân dân tỉnh. Sau khoảng thời gian này, giám mục Điền mệt và sau khi được xác nhận bị tăng huyết áp, thời gian làm việc với Viện Kiểm sát kết thúc. Đây là lần cuối cùng tổng giám mục Nguyễn Kim Điền đến các cơ quan chức năng để làm việc.
Ngày 25 tháng 3 năm 1988, tổng giám mục Nguyễn Kim Điền gửi thư cho Tổng bí thư Đảng Cộng sản Việt Nam Nguyễn Văn Linh. Trong thư, ông kể lại việc mình tuyên bố trong một cuộc họp quốc tế rằng ông không thể theo chủ nghĩa Cộng sản, nhưng vẫn xem những người Cộng sản Việt Nam là anh em và lời bình luận năm 1980 của Trưởng Ban tôn giáo Hà Nội nhận xét rằng trong khung cảnh năm 1967, giám mục Điền phát biểu như trên sẽ chỉ thiệt hại cho bản thân. Nguyễn Kim Điền khẳng định lập trường của ông không thay đổi kể từ khi trả lời phỏng vấn. Trong thư, ông cũng nêu lên sự khó khăn của việc không được rời thành phố Huế sau quá trình làm việc 120 ngày vào năm 1984 và những khó khăn trong việc mục vụ. Trong thư, vị tổng giám mục cho rằng việc này sẽ làm ông khó thuyết phục những người Công giáo về chính sách tự do tôn giáo của chính phủ. Ông cũng yêu cầu được cấp quyền tự do đi lại để thăm mục vụ giáo dân. Thư này sau đó không được hồi đáp.
Trong thời kỳ Nguyễn Kim Điền lãnh đạo giáo phận Huế đã gặp nhiều khó khăn: Bị quan sát canh chừng thường xuyên tại Tòa Tổng giám mục Huế, nội dung bài giảng bị theo dõi; không được cấp phép tham gia các phiên họp của Hội đồng Giám mục Việt Nam và đi chuyến đi hành hương nghĩa vụ giám mục Ad Limina, tham gia các hội nghị của Tòa Thánh; bị hạn chế đi lại chỉ trong thành phố Huế, các linh mục cộng sự gặp nhiều khó khăn; việc thuyên chuyển linh mục, các hoạt động tôn giáo còn khó khăn, các cơ sở tôn giáo bị phong tỏa và lục soát, nhiều lần bị triệu tập làm việc tại các cơ quan chính quyền địa phương trong thời gian kéo dài. Lễ giáng sinh hằng năm, tổng giám mục Nguyễn Kim Điền cử hành lễ vào giữa đêm tại Nhà thờ Phủ Cam. Thành phần ngoài tín hữu Công giáo tham dự rất đông nên nhà thờ này dành một nửa phần nhà thờ (phân thành hai nửa trái - phải) cho người ngoài Công giáo tham dự. Những bài giảng của ông phù hợp với hoàn cảnh xã hội và thực tiễn cuộc sống, nên tạo sự thu hút đối với người ngoài Công giáo.
Trong những ngày tháng khó khăn, một giám mục đã gửi thư hiệp thông chia sẻ đến tổng giám mục Nguyễn Kim Điền, nội dung thư là một tờ giấy trắng đi kèm chữ ký của giám mục này. Tổng giám mục Điền rất vui mừng vì nhận được lá thư ấy. Giáo hoàng Gioan Phaolô II dùng nhiều phương cách và nhiều lần nêu ý kiến về việc đề nghị Việt Nam trả tự do cho Tổng giám mục Nguyễn Kim Điền và tổng giám mục Phanxicô Xaviê Nguyễn Văn Thuận mà giáo hoàng cho rằng họ bị tù và bị chèn ép.
Sau biến cố 30 tháng 4 năm 1975, tổng giám mục Nguyễn Kim Điền đã viết nhiều văn thư cũng như có các bài phát biểu khác nhau về nhiều lĩnh vực của đời sống: Quyền tự do tín ngưỡng trong các lá thư ngày 19 và 24 tháng 4 năm 1977, với nội dung chính là ghi lại những lời tuyên bố trong hai buổi tham khảo ý kiến và di chúc gửi tổng giáo phận Huế vào ngày 19 tháng 10 năm 1985; Quyền tự do đào tạo linh mục trong các thư ngày 17 tháng 5 và 15 tháng 12 năm 1979. Về nội dung Quyền tự do đi lại, ông đề cập trong thư 10-1981 (hành hương Đức Mẹ La Vang) và thư ngày 25 tháng 3 năm 1988 (Ad limina); Quyền tự do tư tưởng và thông tin, Tổng giám mục Nguyễn Kim Điền viết thư ngày 3 tháng 7 năm 1986 về buổi làm việc với công an về vụ việc liên quan đến bề trên Dòng Mến Thánh Giá Thừa Sai Trương Thị Lý. Ngoài ra, đề cập đến Các nguy cơ của Giáo hội, Nguyễn Kim Điền viết trong thư ngày 19 tháng 10 năm 1983 gửi linh mục Nguyễn Thế Vịnh và thư gửi cho tổng giáo phận Huế. Chủ đề Nhân quyền, quyền được hiến pháp nhà nước bảo vệ được tổng giám mục Điền đề cập đến trong thư gửi Chủ tịch Quốc hội Việt Nam Nguyễn Hữu Thọ vào ngày 11 tháng 4 năm 1986.

## Những ngày tháng cuối đời

### Qua đời và những nghi vấn
Những tháng cuối đời, Tổng Giám mục Nguyễn Kim Điền chữa bệnh tại Tòa giám mục Huế, tuy nhiên Giám đốc Bệnh viện Huế đã có cuộc gặp mặt trực tiếp và cho biết rằng bệnh của ông không thể chữa khỏi. Ông bác sĩ đề nghị giám mục Điền vào Thành phố Hồ Chí Minh chữa bệnh và hứa sẽ hỗ trợ việc thu xếp với chính quyền trong việc xin phép. Vài ngày sau đó, vị giám đốc này mang giấy xác nhận sự đồng ý của chính quyền về đề nghị trên.
Tháng 5 năm 1988, Tổng giám mục Nguyễn Kim Điền được chính quyền Việt Nam cho phép vào Thành phố Hồ Chí Minh chữa bệnh, nhưng ông cảm thấy e ngại và lo lắng nên quyết định cư trú tại Tòa giám mục Sài Gòn, với sự chăm sóc y tế của bác sĩ riêng. Tại đây, ông dưỡng bệnh tại tầng dưới và nằm trên một giường xếp, bên cạnh có một bàn nhỏ dùng để viết. Lúc này, Nguyễn Kim Điền mắc nhiều bệnh khác nhau như cao huyết áp, dạ dày, thấp khớp, tiểu đường,...
Đến đầu tháng 6 năm 1988, do tình trạng sức khỏe yếu kém và sa sút trầm trọng, tổng giám mục Nguyễn Kim Điền được đưa vào bệnh viện Nguyễn Trãi trong ngày 4 tháng 6, sau đó ba ngày ông được chuyển sang bệnh viện Thống Nhất và sau cùng vào bệnh viện Chợ Rẫy. Mục đích của ông là chữa bệnh để có đủ sức khỏe nhằm đến Tòa Thánh trình báo về vị ông dự định đặt làm tổng giám mục phó và giám mục mật phong Giacôbê Lê Văn Mẫn. Trước đó, có hai giám mục đến thăm ông và đề nghị ông đến bệnh viện Chợ Rẫy để hoàn thiện hồ sơ bệnh án, nhằm mục đích đưa giám mục Điền chữa bệnh tại Rôma. Mặc dù trước đó Nguyễn Kim Điền có ý định từ bỏ việc chữa bệnh do bác sĩ thừa nhận không thể chữa bệnh của ông, nhưng ông vẫn tiếp tục nằm viện tại Chợ Rẫy sau khi có tin báo rằng giấy tờ chữa bệnh ngoại quốc đã hoàn thiện. Tác giả Phạm Minh Tâm cho biết một bác sĩ không theo Công giáo về sau này đã báo với Tổng giám mục Nguyễn Văn Bình về việc Tổng giám mục Điền bị cho uống một loại thuộc có độc tính tại bệnh viện Nguyễn Trãi trước khi chuyển sang Chợ Rẫy.
Ngày 6 tháng 6 năm 1988, Thánh bộ Truyền giáo nhận tin xin chuyển đi Roma chữa bệnh của tổng giám mục Điền khi được Nhà nước Việt Nam cho phép và đã được chấp thuận. Hội đồng Giám mục Việt Nam liên lạc xin Tòa Thánh cho tổng giám mục Nguyễn Kim Điền chữa bệnh tại Rôma, Tòa Thánh đã chấp thuận và gửi điện tín một cách nhanh chóng đến Việt Nam. Tuy vậy, chỉ một giờ sau đó, trưa ngày 8 tháng 6 năm 1988, tổng giám mục Nguyễn Kim Điền qua đời tại bệnh viện Chợ Rẫy, Thành phố Hồ Chí Minh, hưởng thọ 67 tuổi, với 41 năm linh mục và 25 năm giám mục, trong đó có 22 năm mục vụ tại Tổng giáo phận Huế. Sự qua đời đột ngột của tổng giám mục Nguyễn Kim Điền gây chấn động đến Tòa Thánh Vatican và Giáo hội Công giáo Rôma. Trong những phút cuối đời, khoảng 13 giờ, ông bấm chuông gọi cấp cứu, tuy vậy không có người đến hỗ trợ và qua đời ít phút sau đó. Tài liệu chính thức ghi giờ qua đời của cố tổng giám mục là 13 giờ 30 phút.
Tại Việt Nam, xuất hiện những nghi vấn về cái chết của giám mục Nguyễn Kim Điền khi ông qua đời tại bệnh viện Chợ Rẫy, nguyên do bởi cái chết của một giám mục có tư tưởng bất đồng chính kiến lại ở một bệnh viện do Nhà nước điều hành. Nội vụ Việt Nam xác nhận tổng giám mục Nguyễn Kim Điền qua đời do bệnh tim. Linh mục Tađêô Nguyễn Văn Lý nêu ý kiến của ông này cho rằng tổng giám mục Điền đã bị chính quyền Việt Nam ám hại bằng cách cho thuốc độc thông qua y tá vào ngày 6 tháng 6, và cho uống thuốc xổ đến khi qua đời ngày 8 tháng 6. Nữ y tá thừa lệnh cho thuốc độc đã xin lỗi thân nhân cố tổng giám mục, sau đó được đưa sang Đức du học. Đề nghị khám nghiệm thi hài để tìm ra loại chất độc bị từ chối. Trước khi mất, cố giám mục đã bày tỏ sự tha thứ của mình đối với những người liên quan đến vụ việc trên. Các tờ báo, đài phát thanh như VOA, BBC, đài Pháp, đài Chân lý Á châu ở Manila loan tin và bình luận về cái chết của vị tổng giám mục Huế. Dư luận trong và ngoài nước đánh giá chính quyền Việt Nam gián tiếp hoặc trực tiếp hại tổng giám mục Nguyễn Kim Điền.
Khi Tổng giám mục Huế Nguyễn Kim Điền qua đời, các phương tiện truyền tin đều bị gián đoạn: các đường điện thoại gọi ra Huế đều bị cắt, lúc đó chưa có fax, e-mail và nội bộ các giáo sĩ không có điện thoại. Tất cả các điện tín gửi ra Huế đều được gửi đến khi hoàn tất việc an táng cố tổng giám mục. Tổng giáo phận Huế không biết tin tức về việc qua đời của tổng giám mục Điền nên thành lập một phái đoàn vào Thành phố Hồ Chí Minh để thăm và tiễn đưa ông đi Rôma, cùng chuyến viếng thăm hành hương Ad limina ngày 9 tháng 6.

### Tang lễ và các hoạt động liên quan
Tổng giáo phận Huế nhận được thông tin về việc Tổng giám mục Nguyễn Kim Điền qua đời vào ngày hôm sau, 09 tháng 6 năm 1988. Nhà thờ chính tòa Phủ Cam và sau đó Dòng Chúa Cứu Thế thực hiện nghi thức gieo chuông báo tử (chuông sầu). Trên thực tế, các giáo sĩ tại Huế biết được tin này nhờ bản tin từ đài Radio Veritas, Philippines. Nhận được tin tổng giám mục Huế qua đời, giáo hoàng Gioan Phaolô II đã gọi cố tổng giám mục bằng danh hiệu Grand Figure d’Evêque cho ông trong điện tín chia buồn với giáo dân Tổng giáo phận Huế vào ngày 10 tháng 6 năm 1988.
Linh cữu cố tổng giám mục Philípphê Nguyễn Kim Điền được chuyển về tòa tổng giám mục Sài Gòn. Tổng giám mục Tổng giáo phận Sài Gòn Phaolô Nguyễn Văn Bình tổ chức lễ đồng tế vào chiều cùng ngày. Thi hài cố tổng giám mục được đặt tạm trên băng-ca, một hình ảnh gây khó chịu đối với thân nhân của ông cũng như các linh mục phái đoàn Tổng giáo phận Huế. Họ đã chỉ trích tổng giám mục Nguyễn Văn Bình và các linh mục có trách nhiệm về việc bất kính với thi hài cố tổng giám mục Nguyễn Kim Điền.
Nguyên Tổng giám mục phó Stêphanô Nguyễn Như Thể cùng các linh mục Huế sau đó đã tổ chức khâm liệm rồi di quan đến nhà thờ chính tòa Sài Gòn (Nhà thờ Đức Bà) để giáo dân viếng và cử hành lễ vào sáng ngày 11 tháng 6. Tổng giám mục Nguyễn Văn Bình chủ lễ, cùng với 8 giám mục, một Đan viện phụ và khoảng 300 linh mục đồng tế. Sau đó thi hài cố tổng giám mục được chuyển về Huế bằng đường bộ.

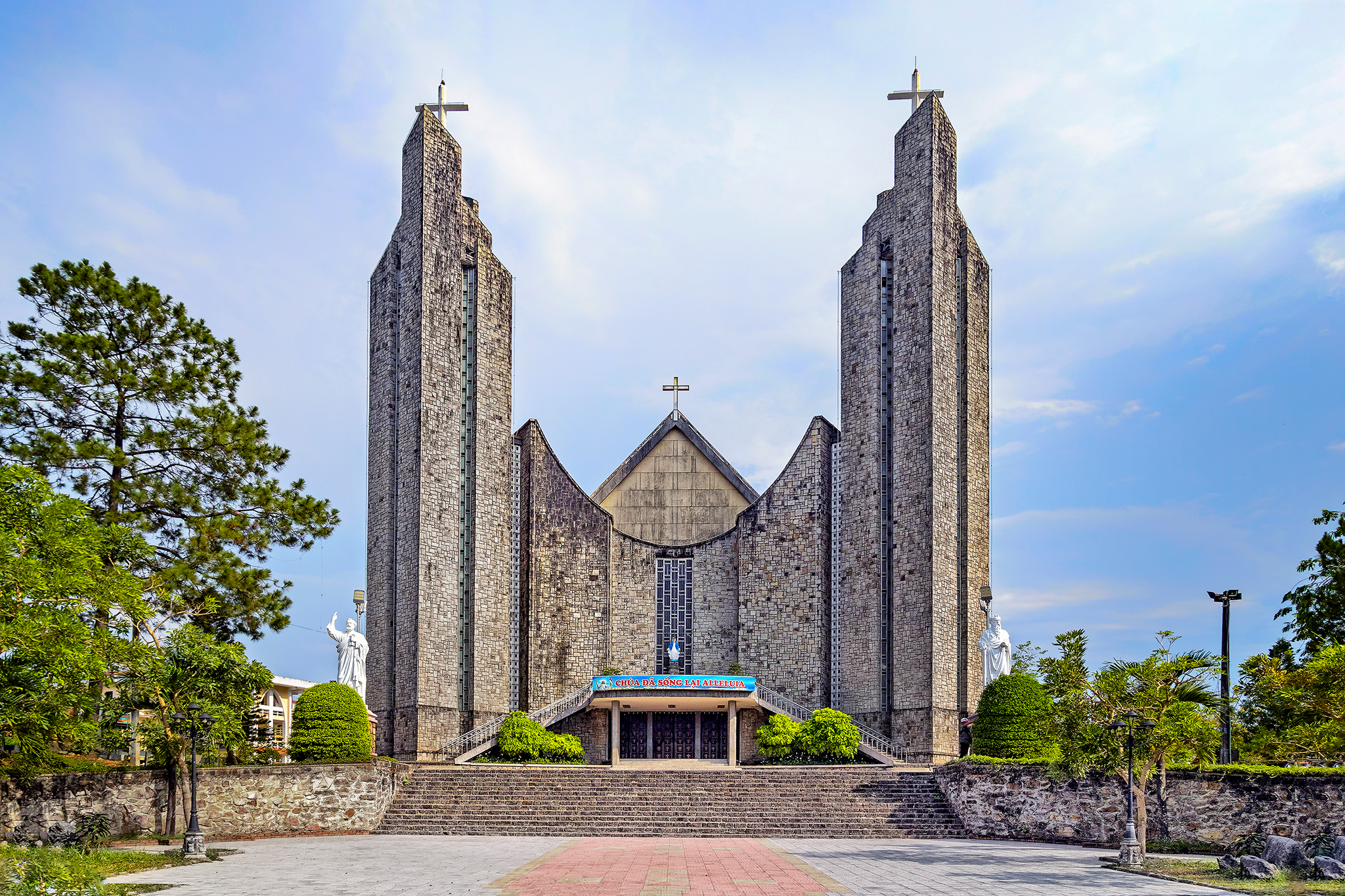
Nhà thờ chính tòa Phủ Cam, nơi diễn ra tang lễ và là nơi an nghỉ của Tổng Giám mục Philípphê Nguyễn Kim Điền

Ngày 12 tháng 6, nhận được tin tức về xe chở linh cữu tổng giám mục Nguyễn Kim Điền sẽ về đến Huế trong ngày hôm đó, vào lúc ba giờ chiều, các thanh niên giáo xứ Phủ Cam đã sử dụng xe máy để vào Đà Nẵng nhằm đón xe chở thi hài. Tại giáo xứ, các đoàn thể chuẩn bị, tạo thành hàng dọc từ Tòa giám mục đến Nhà thờ Dòng Chúa Cứu Thế, kéo dài 2 km. Sáu giờ chiều hôm đó, đoàn xe trên đã về đến giáo xứ Phủ Cam. Thi hài cố giám mục được quàn tại Tòa giám mục trong khoảng thời gian 20 giờ đồng hồ để các đoàn tôn giáo khác đến viếng và đến chiều ngày 14 tháng 6 thì di quan về nhà thờ chính tòa để giáo dân đến viếng. Trong thời gian viếng, các đoàn thể đã liên tục cử hành lễ cầu nguyện và cảm tạ tổng giám mục Điền. Trong các lễ này, giáo dân tham dự rất đông. Chính quyền tại Huế không có hành động gì ngoài việc gửi các mật vụ theo dõi tình hình. Quan tài cố tổng giám mục được thiết kế với phần khung kính tại khuôn mặt, có thể đóng mở bằng mảnh gỗ để giáo dân có thể nhìn mặt cố giám mục lần cuối. Linh cữu tổng giám mục Điền với môi miệng tím bầm, hai tay tím thẫm, hai hốc mắt trái và phải đều tím bầm và có hai bong bóng máu đen sẫm kích thước rất lớn tại hai lỗ mũi, vỡ rồi lại hiện, làm giáo dân có nhiều nghi vấn, sau đó phải cho đóng nắp quan tài.
Lễ an táng được cử hành vào ngày 15 tháng 6, do Tổng giám mục Thành phố Hồ Chí Minh Phaolô Nguyễn Văn Bình chủ tế cùng nhiều giám mục và linh mục đoàn Tổng giáo phận Huế. Nhiều nguồn tin cho rằng hồng y Giuse Maria Trịnh Văn Căn chủ sự tang lễ. Tuy số lượng giáo dân ở thành phố Huế và vùng phụ cận chỉ vào khoảng 10.000 người, nhưng số người có mặt, kể cả ngoài Công giáo, do có cảm tình với cố tổng giám mục lên đến khoảng 50-60 nghìn người. Lễ tang cố tổng giám mục Nguyễn Kim Điền được linh mục Nguyễn Văn Lý đánh giá là sự kiện quy tụ đông người nhất tại Huế sau sự kiện 30 tháng 4 năm 1975. Nhiều quan chức địa phương cũng đã tham dự lễ an táng cố tổng giám mục. Thi hài cố Tổng giám mục Nguyễn Kim Điền được an táng tại cánh trái Cung Thánh trong nhà thờ chính toà Phủ Cam. Tang lễ kết thúc vào 11 giờ cùng ngày, tuy vậy trước sự tham dự và sùng bái của giáo dân, đến chiều tối nghi thức hạ huyệt mới được cử hành.

## Tưởng nhớ
Linh mục Phaolô Nguyễn Kim Bính, Hạt trưởng giáo hạt Thành phố Huế đồng thời là linh mục chính xứ Nhà thờ chính tòa Phủ Cam cho trang trí mộ cố tổng giám mục Nguyễn Kim Điền cách lộng lẫy, với hình thức tương tự mộ của một thánh tử đạo. Việc này đã bị phái đoàn Tòa Thánh góp ý trong một lần đến thăm nhà thờ Phủ Cam rằng không nên đi trước quyết định của Tòa Thánh. Vì vậy, linh mục Bính đã cho chỉnh sửa lại mộ phần với cách trang trí đơn giản: phần mộ sát với nền nhà thờ, bên trên có một tấm đá cẩm thạch đen, có khắc tiểu sử vắn tắt về cố tổng giám mục.
Một nhóm linh mục giáo dân được gọi là nhóm linh mục Nguyễn Kim Điền được thành lập. Nhóm này gồm linh mục Chân Tín Dòng Chúa Cứu Thế và 3 linh mục Tổng giáo phận Huế là Tađêô Nguyễn Văn Lý, Phêrô Phan Văn Lợi và Phêrô Nguyễn Hữu Giải. Họ cho xuất bản quyển sách Chứng nhân của Sự thật và Lẽ phải vào năm 2008 nhân dịp kỷ niệm 20 năm ngày qua đời của tổng giám mục Nguyễn Kim Điền, với nội dung là tất cả các chứng từ, văn kiện và các bài phát biểu công khai của cố tổng giám mục trong khoảng thời gian từ sau tháng 4 năm 1977.
Tổ chức Phong trào Giáo dân thành lập Giải thưởng tự do Tôn giáo mang tên cố tổng giám mục Nguyễn Kim Điền vào năm 2009.

## Nhận định
Giáo sư Nguyễn Lý Tưởng, cựu dân biểu chế độ Việt Nam Cộng Hòa nhắc nhớ lại kỷ niệm của ông với giám mục Nguyễn Kim Điền:
| “ | Khoảng 1959, tôi đã từng gặp Ngài ở Dalat trong dịp nghỉ hè. Tôi đã được dự thánh lễ và nghe Ngài giảng tại trụ sở của các cha Dòng Tiểu Đệ Chúa Giê su... Ngài trẻ trung, khiêm tốn, rất khôi ngô và rất lôi cuốn giới trẻ lúc đó. Tôi đã được nói chuyện với Ngài một vài lần trước khi Ngài nhận chức Giám mục Cần Thơ. Ngài nói giọng Miền Nam rất ngọt ngào, nụ cười duyên dáng, thánh thiện đầy tình yêu thương, bác ái... | ” |

Linh mục Tađêô Nguyễn Văn Lý đưa ra nhận định:
| “ | Ngài thánh thiện, hiền từ, kín đáo, tế nhị đến nỗi Ngài làm Giám mục ở Huế suốt 11 năm, trừ một căn phòng nhỏ Ngài dùng để ngủ, còn lại tất cả các phòng khác trong Tòa Tổng giám mục Huế cách bày biện trang trí Ngài vẫn cố tình để y nguyên như thời Đức Tổng giám mục Phêrô Ngô Đình Thục, để đợi Đức Tổng giám mục Thục trở về... Sau 1975 Ngài mới cho thay đổi, vì biết chắc chắn Đức TGM Thục không bao giờ trở về nữa. Ngài có đời sống nội tâm sâu xa... luôn xử sự với mọi người cách lễ độ, ôn tồn. Đặc biệt, với hàng linh mục, Ngài luôn tôn trọng và thân tình. Với các tôn giáo bạn, Ngài luôn chân thành kính cẩn. Đặc biệt là Ngài rất cẩn thận để Giáo hội tách biệt khỏi chính trị thế tục | ” |

Tác giả Nguyễn An Quý đưa ra đánh giá về phong cách giảng lễ của cố tổng giám mục Nguyễn Kim Điền trong bài viết Nhớ lại lúc được tin Cố TGM Nguyễn Kim Điền chết như sau:
| “ | Giới trẻ cũng như nhiều người tại Huế rất mộ mến và thán phục cố Tổng Giám mục Nguyễn Kim Điền, vì Ngài đã can đảm lên tiếng đòi Tự do tôn giáo... Ngài có biệt tài diễn thuyết khá linh động, giọng nói dễ lôi cuốn người nghe. Bởi vậy, mỗi khi Ngài trình bày một bài giảng, dù chỉ thuộc phạm vi tôn giáo, người tham dự vẫn nghe một cách chăm chú, nghe không biết chán. Ngài thường trình bày câu chuyện với lời lẽ bình dân, giản dị, với giọng nói khi trầm khi bổng ăn khớp với từng câu văn, diễn tả sự việc thật linh động. Những bài giảng của Ngài không cầu kỳ, trình bày Lời Chúa theo Phúc Âm, đi vào thực tế của cuộc sống, phù hợp với hoàn cảnh xã hội, nên người nghe, kể cả những người ngoài công giáo, vẫn say sưa, chăm chú nghe Ngài nói. Ngài diễn thuyết theo lối xuất khẩu thành văn vì chẳng bao giờ người ta thấy Ngài đọc những bài được viết sẵn, cho nên lại càng dễ thu hút người nghe hơn. | ” |

Linh mục Trần Cao Tường nói về kỷ niệm của ông này với vị linh mục giảng phòng Nguyễn Kim Điền:
| “ | Đó là thời điểm vào năm 1959 khi tôi mới là một chú bé hơn mười tuổi bước chân vào tiểu chủng viện ở Phú Nhuận, và dự buổi tĩnh tâm đầu đời, mà vị giảng tĩnh tâm dịp đó là linh mục Nguyễn Kim Điền còn rất trẻ. Nội dung những bài giảng trong những ngày đó như thế nào tôi chẳng nhớ bao nhiêu, nhưng một điều chắc chắn cho đến ngày hôm nay vẫn còn có sức lay động tim tôi, là cái gương mặt chan hòa niềm vui, là cái ánh mắt sáng lung linh, là cái nụ cười đầy tin yêu nhìn về phía trước. Câu nói thật nhẹ với giọng Nam ngọt sớt rót sâu vào gan phổi ruột phèo thấy mát rợi: Chúng con hảy tung chưn đi khắp giang... hồ... Đúng rồi. Tôi nhớ rõ lắm. Chữ "giang" ngài kéo dài ra một chút như là những dòng sông chảy đi muôn hướng...và chữ "hồ" thì chậm lại mở rộng ra mêng mang như là tình đất đã bắt gặp được tình trời... | ” |

## Tông truyền
Tổng giám mục Philípphê Nguyễn Kim Điền được tấn phong giám mục năm 1961, thời Giáo hoàng Gioan XXIII, bởi:
- Chủ phong: Phêrô Máctinô Ngô Đình Thục, Tổng giám mục chính tòa Tổng giáo phận Huế.
- Hai giám mục phụ phong: Jean Cassaigne Sanh, nguyên Đại diện Tông Tòa Hạt Đại diện Tông Tòa Sài Gòn và Tađêô Lê Hữu Từ, nguyên Đại diện Tông Tòa Hạt Đại diện Tông Tòa Phát Diệm.

Tổng giám mục Philípphê Nguyễn Kim Điền đóng vai trò chủ phong trong nghi thức truyền chức cho giám mục:
- Năm 1975, giám mục Stêphanô Nguyễn Như Thể, cố tổng giám mục Tổng giáo phận Huế.
- Năm 1984, giám mục Giacôbê Lê Văn Mẫn, cố giám mục Phụ tá Tổng giáo phận Huế.

Tổng giám mục Philípphê Nguyễn Kim Điền đóng vai trò phụ phong trong nghi thức truyền chức cho các giám mục:
- Năm 1967, giám mục Phanxicô Xaviê Nguyễn Văn Thuận, cố hồng y, Chủ tịch Hội đồng Giáo hoàng về Công lý và Hòa Bình.
- Năm 1974, giám mục Phaolô Huỳnh Đông Các , cố giám mục chính tòa Giáo phận Qui Nhơn.
- Năm 1974, giám mục Đa Minh Nguyễn Văn Lãng, cố giám mục chính tòa Giáo phận Xuân Lộc
- Năm 1974, giám mục Nicôla Huỳnh Văn Nghi, cố giám mục chính tòa Giáo phận Phan Thiết.